# Élisabeth Ire (reine d'Angleterre)
Pour les articles homonymes, voir Élisabeth Ire, Élisabeth d'Angleterre et Élisabeth Tudor.
Élisabeth Ire, née le 7 septembre 1533 au palais de Placentia à Londres et morte le 24 mars 1603 au palais de Richmond dans la même ville, est reine d'Angleterre et d'Irlande de 1558 à sa mort.
Élisabeth est la fille du roi Henri VIII, et le cinquième et dernier membre de la dynastie des Tudor sur le trône anglais. L'exécution de sa mère Anne Boleyn, trois ans après sa naissance, lui fait perdre son titre de princesse, reçu à sa naissance et entériné par le Second Acte de Succession. Son demi-frère Édouard VI nomme comme successeur, par lettre patente, sa cousine Jeanne Grey, ce qui écarte ses demi-sœurs Marie et Élisabeth de la succession au trône. Cependant, cette lettre patente d'Édouard VI est interprétée comme acte de trahison et Jeanne Grey est exécutée. Marie — fille d'Henri VIII et de la catholique Catherine d'Aragon — devient reine en juillet 1553. Élisabeth lui succède cinq ans plus tard, après avoir passé près de deux mois en prison en raison de son soutien supposé aux rebelles protestants et plus de quatre ans en résidence surveillée, entre le palais de Woodstock et Hatfield Palace.
Élisabeth Ire s'entoure d'un groupe de conseillers de confiance mené par William Cecil pour définir sa politique. Comme reine, l'une de ses premières décisions est de restaurer l'autorité de l'Église protestante anglaise aux dépens de l'Église catholique promue par sa demi-sœur Marie, comme seule religion d'État, et elle devient le gouverneur suprême de l'Église anglicane. Ce règlement élisabéthain évolue par la suite pour devenir l'Église d'Angleterre.
Elle est politiquement plus modérée que l'a été son père, Henri VIII, son demi-frère Édouard VI, et sa demi-sœur Marie Ire d'Angleterre ; l'une de ses devises est video et taceo (littéralement « je vois et je me tais »). Élisabeth Ire est relativement tolérante sur le plan religieux, ce qui ne l'empêche pas de mener une politique de persécution à l'égard des catholiques après qu'en 1570, le pape l'eut excommuniée, encourageant ses sujets catholiques à ne plus lui obéir. La reine, qui échappe à plusieurs complots, adopte une diplomatie prudente et ménage les grandes puissances européennes que sont la France et l'Espagne. Elle ne soutient qu'à contrecœur plusieurs campagnes militaires dans les Pays-Bas, en France et en Irlande qui échouent en grande partie du fait du manque de ressources. Pendant son règne éclate la guerre anglo-espagnole qui voit l'Armada espagnole (Invincible Armada) tenter d'envahir le royaume d'Angleterre en 1588.
Le règne d'Élisabeth Ire, appelé ère élisabéthaine, est associé à l'épanouissement du théâtre anglais représenté par William Shakespeare et Christopher Marlowe, à l'émergence d'un style architectural, à l'installation permanente de colonies anglaises au Nouveau Monde ainsi qu'aux prouesses maritimes d'aventuriers comme Francis Drake et Walter Raleigh. Certains historiens ont cependant nuancé cet âge d'or supposé et qualifié Élisabeth Ire de souveraine irascible et indécise qui a plus que sa part de chance. Vers la fin de son règne, une série de problèmes économiques et militaires affectent sa popularité. Élisabeth Ire est néanmoins reconnue pour son charisme et son caractère obstiné, à une époque où les monarques des pays voisins affrontent des difficultés internes qui mettent leurs trônes en péril. C'est par exemple le cas de sa rivale Marie Ire d'Écosse, qu'elle fait emprisonner en 1568, puis exécuter en 1587. Après les brefs règnes de ses demi-frère et demi-sœur, ses 44 années sur le trône apportent une stabilité bienvenue au royaume et aident à forger une identité nationale.
En vieillissant, elle est surnommée the Virgin Queen, la « Reine Vierge », et cet aspect est célébré dans de nombreuses œuvres artistiques. Élisabeth Ire ne se marie jamais et la lignée Tudor s'éteint avec elle, sur le trône des royaumes d'Angleterre et d'Irlande, ouvrant la voie à la dynastie des Stuart, à l'orée du XVIIe siècle naissant.

## Jeunesse

### Famille

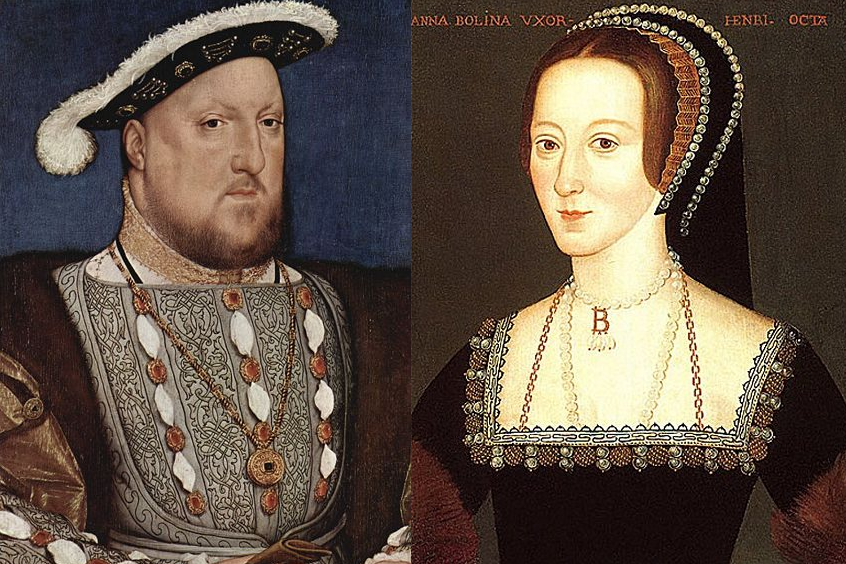
Élisabeth fut la seule enfant d'Henri VIII et d'Anne Boleyn.

Son père était le roi Henri VIII. Ce dernier était marié en premières noces à Catherine d'Aragon avec qui il avait eu plusieurs enfants, dont seule Marie, née en 1516, parvint à l'âge adulte. En 1522, Anne Boleyn fait son entrée à la cour royale et attire tout de suite l'attention du roi. Désespérant d'avoir un héritier mâle, Henri entama une procédure de divorce en 1533 et se rapprocha d'Anne Boleyn (qui refusa de devenir une maîtresse et résista avec intelligence aux avances du roi). Ils se marièrent secrètement le 25 janvier 1533 et l'archevêque de Cantorbéry, Thomas Cranmer, prononça le divorce de Henri et Catherine le 23 mai 1533.

### Naissance et baptême
Élisabeth Tudor naquit au palais de Greenwich le 7 septembre 1533, et fut prénommée d'après ses grands-mères Élisabeth d'York et Élisabeth Howard. À sa naissance, Élisabeth devint donc l'héritière présomptive à la place de sa demi-sœur Marie, devenue illégitime et bâtarde,. Elle fut baptisée le 10 septembre, et ses parrains et marraines furent Thomas Cranmer, Henri Courtenay, Élisabeth Howard, duchesse de Norfolk, et Marguerite Wotton, marquise de Dorset.

### Mariages de son père
Après plusieurs fausses couches, Anne Boleyn fut répudiée par le roi et exécutée le 19 mai 1536, alors qu'Élisabeth avait moins de trois ans. Après l'exécution de sa mère, Élisabeth est déclarée illégitime et, avec sa demi-sœur aînée Marie, exclue du trône, Henri souhaitant un fils pour lui succéder. Onze jours après la mort d'Anne, Henri épousa Jeanne Seymour, mais celle-ci mourut peu après avoir donné naissance à un fils, Édouard, en octobre 1537 ; ce dernier devint donc le prince héritier. Élisabeth apporta en cadeau sa propre robe de baptême lors de la cérémonie de baptême de son demi-frère. Ensuite, Édouard et sa cour rejoignirent Élisabeth et Marie dans leur résidence de Hatfield Palace.

### Enfance et éducation

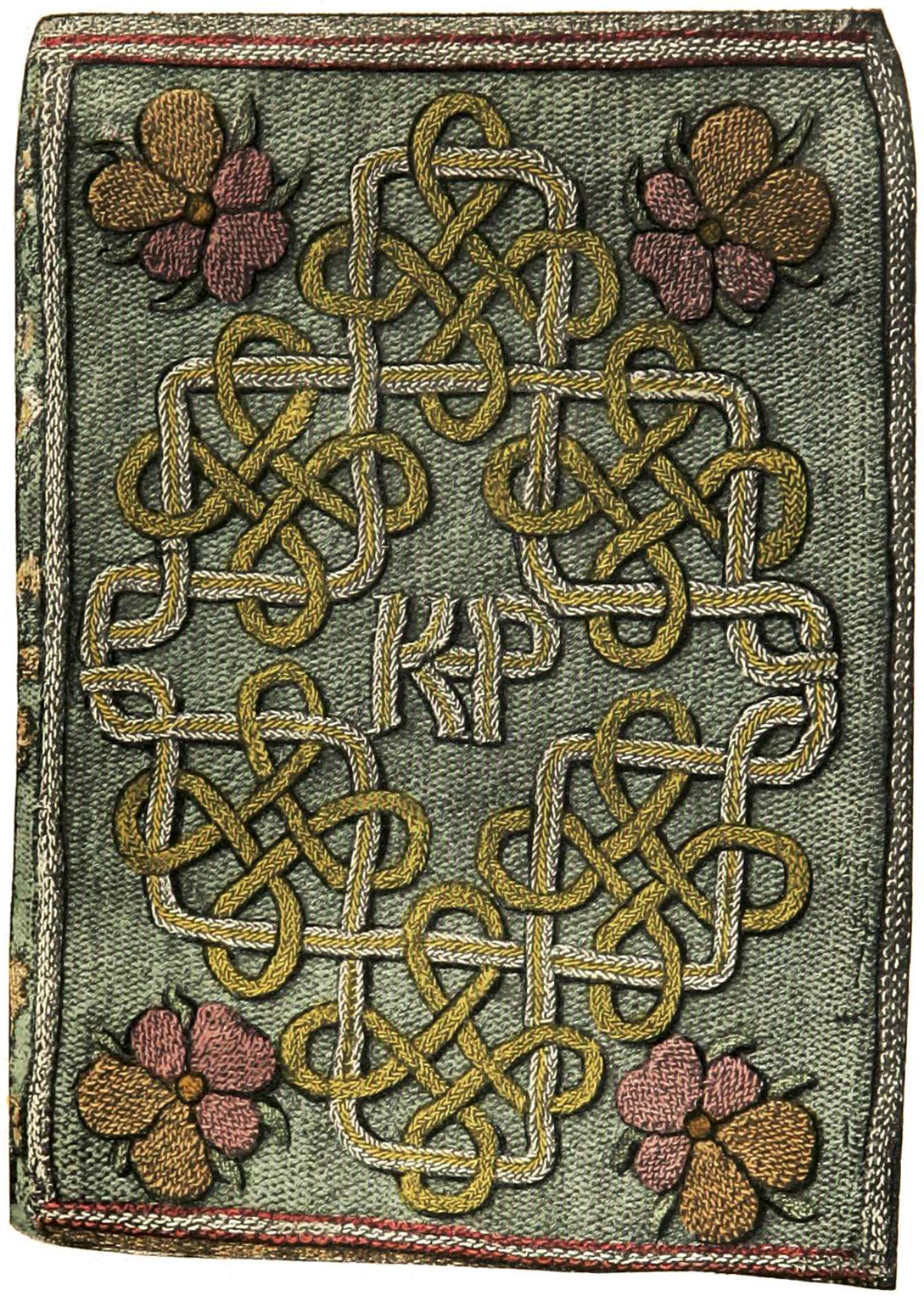
The Miroir or Glasse of the Synneful Soul (1544), brodé et traduit « en prose anglaise à partir de vers français » par Élisabeth alors âgée de onze ans, et offert à sa belle-mère Catherine Parr (KP)

Ce n'est que sous l'influence de la sixième et dernière épouse de Henri, Catherine Parr, que les deux filles aînées d'Henri retrouvèrent leur place dans l'ordre de succession, et ce par une résolution parlementaire de 1544. Les précepteurs d'Élisabeth, Richard Cox, John Cheke, William Grindal et Roger Ascham lui donnèrent une éducation stricte et complète. Même à un jeune âge, elle maîtrisait parfaitement l'italien et le français et était également capable de communiquer en espagnol.
La première gouvernante d'Élisabeth, Margaret Bryan, écrivit qu'elle était « une enfant aussi prometteuse et de dispositions aussi douces que j'en ai jamais rencontrées dans ma vie ». À l'automne 1537, Élisabeth fut confiée à Blanche Herbert (en), Lady Troy, qui resta sa tutrice jusqu'en 1546. Catherine Champernowne, plus connue sous son nom de mariage d'Ashley, fut nommée gouvernante en 1537, et elle resta l'amie d'Élisabeth jusqu'à sa mort en 1565 ; elle lui apprit le français, le flamand, l'italien et l'espagnol. En plus de son propre cursus, elle bénéficia des tuteurs et de l'enseignement dispensé au futur roi, comme les arts libéraux qui comprennent entre autres, la géométrie, la rhétorique ou l'astronomie ; autant de nouvelles matières propres à satisfaire la curiosité d'une élève particulièrement douée. Lorsque William Grindal (en) devint son tuteur en 1544, Élisabeth pouvait écrire en anglais, en latin et en italien et, sous son enseignement, elle progressa en français et en grec. Après la mort de Grindal en 1548, Élisabeth fut éduquée par Roger Ascham et, à la fin de son apprentissage en 1550, elle était l'une des femmes les plus cultivées de sa génération. À la fin de sa vie, elle parlait également le gallois, le cornique, le scots et l'irlandais en plus de l'anglais. L'ambassadeur vénitien avança en 1603 qu'elle « maîtrisait [ces] langages si parfaitement que chacun d'eux semblait être sa langue natale ».

### Début du règne d'ÉdouardVI

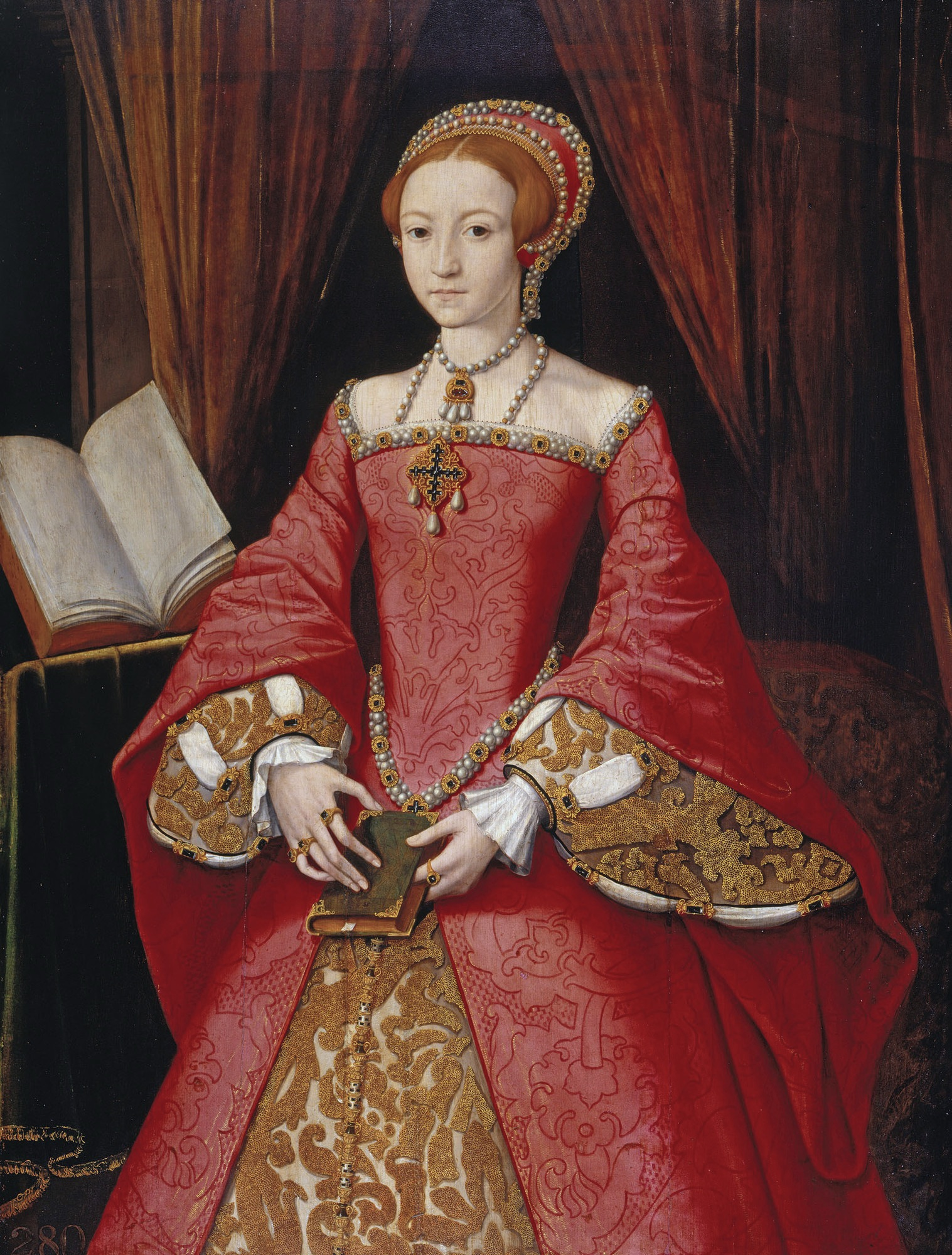
Élisabeth vers 1546 par un artiste inconnu.

Élisabeth se trouve au manoir d'Enfield avec son demi-frère lorsqu'ils apprennent par Edward Seymour la mort d'Henri VIII, leur père, le 28 janvier 1547. Son fils devient roi à l'âge de neuf ans sous le nom d'Édouard VI. La veuve du souverain défunt, Catherine Parr, se remaria rapidement à Thomas Seymour, l'oncle d'Édouard VI et le frère d'Edward Seymour, devenu lord-protecteur. Le couple obtint la garde d'Élisabeth qui s'installa dans leur résidence de Chelsea. Certains historiens considèrent qu'elle y affronta une crise émotionnelle qui l'affecta jusqu'à la fin de sa vie. Seymour, qui approchait de la quarantaine mais conservait son charme, se lançait dans de nombreuses facéties avec Élisabeth, alors âgée de 14 ans. À une occasion, il entra dans sa chambre en robe de chambre pour la chatouiller et la frapper sur les fesses. Parr ne s'opposa pas à ces activités inappropriées et y participa à plusieurs reprises ; elle immobilisa ainsi Élisabeth alors que Seymour déchirait sa robe noire « en milliers de morceaux ». Néanmoins, quand elle les trouva enlacés, elle mit un terme à ces activités, et Élisabeth fut renvoyée en mai 1548.

### Mort de Thomas Seymour
Thomas Seymour continua toutefois à comploter pour contrôler la famille royale et essayer de se faire nommer gouverneur du souverain,. Lorsque Parr mourut en couches le 5 septembre 1548, il recommença à s'intéresser à Élisabeth et avait l'intention de l'épouser. Les détails de son comportement antérieur avec elle furent révélés, et cela fut trop pour son frère et le Conseil de Régence. En janvier 1549, il fut arrêté et accusé de vouloir épouser Élisabeth et de renverser le roi. Élisabeth, qui se trouvait à Hatfield Palace, fut interrogée mais ne dit rien, et son interrogateur, Robert Tyrwhitt, rapporta « je peux voir sur son visage qu'elle est coupable ». Seymour fut décapité le 20 mars 1549.

### Héritière du trône deMarieIre

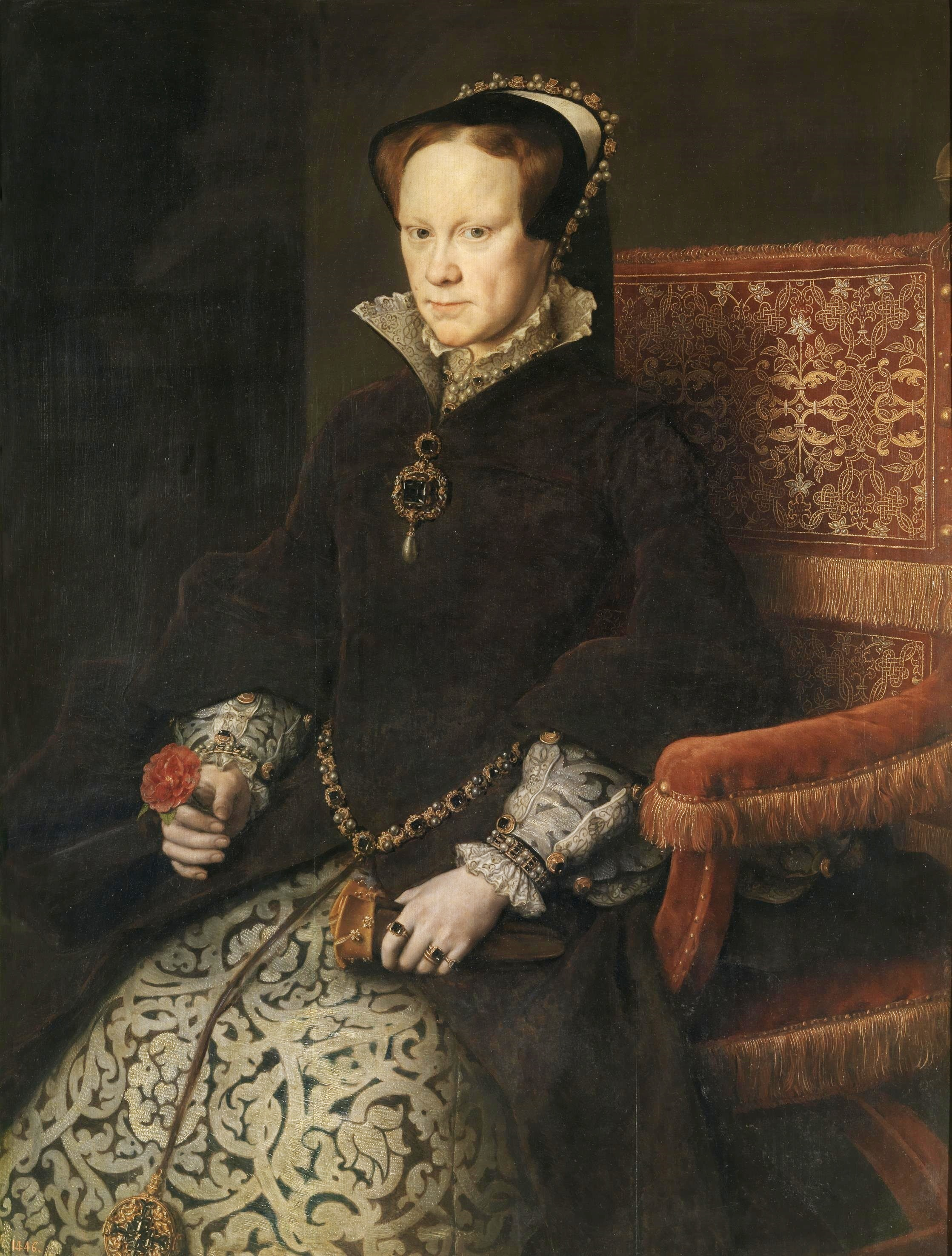
Marie Ire (reine d'Angleterre) par Antonio Moro vers 1554.

Le roi Édouard VI mourut le 6 juillet 1553 à l'âge de 15 ans. La lettre patente qu'il écrivit avant son décès excluait Marie et Élisabeth de la succession et désignait comme successeur au trône Jeanne Grey, petite-fille de la duchesse de Suffolk Marie Tudor, la sœur d'Henri VIII. Jeanne Grey fut proclamée reine par le Conseil privé majoritairement protestant, mais ses soutiens s'affaiblirent au fur et à mesure que les lords rejoignaient Marie, la reine légitime.
La lettre patente d'Édouard VI fut reconnue comme trahison en vertu de l'Acte de Trahison de 1547 : celui-ci, adopté peu avant la mort d'Henri VIII, rendait coupable de haute trahison toute personne interrompant l'ordre de succession tel qu'établi dans le Troisième Acte de Succession. Jeanne Grey fut renversée au bout de neuf jours et sera exécutée l'année suivante. Marie entra triomphalement dans Londres, à cheval, avec sa demi-sœur Élisabeth à ses côtés.
Ce témoignage de solidarité entre les deux sœurs ne dura pas longtemps. Marie Ire, catholique fervente (de mère espagnole), était déterminée à écraser la foi protestante dans laquelle Élisabeth avait été éduquée et ordonna que tous ses sujets assistent à la messe catholique ; Élisabeth fut obligée de s'y conformer en apparence. La popularité initiale de Marie Ire s'effrita en 1554 quand elle épousa le prince Philippe d'Espagne, catholique et fils de l'empereur (et roi d'Espagne) Charles Quint. Le mécontentement se propagea rapidement dans tout le pays et beaucoup se tournèrent vers Élisabeth.
En janvier et février 1554, Thomas Wyatt mena une révolte contre les politiques religieuses de l'intransigeante Marie Ire, mais elle fut rapidement écrasée. Élisabeth fut convoquée à la cour pour y être interrogée sur son rôle; elle déclara avec véhémence qu'elle était innocente mais elle fut emprisonnée le 18 mars à la tour de Londres accompagnée de ses dames de compagnie dont Isabella Markham et Ethelreda Malte. Même s'il est improbable qu'elle ait comploté avec les rebelles, on sait que certains d'entre eux l'avaient approchée. L'ambassadeur de Charles Quint et plus proche conseiller de Marie Ire, Simon Renard, affirma que son trône ne serait jamais sûr tant qu'Élisabeth serait en vie, et le lord chancelier Étienne Gardiner travailla pour organiser son procès. Les soutiens d'Élisabeth dans le gouvernement, dont William Paget, convainquirent néanmoins la reine d'épargner sa demi-sœur en l'absence de preuves solides contre elle. Le 22 mai, Élisabeth quitta la prison de la tour de Londres et fut emmenée au palais de Woodstock où elle passa près d'un an en résidence surveillée sous la supervision d'Henry Bedingfeld. Les foules l'acclamèrent sur tout le trajet,. Sortie en 1555, Élisabeth gagna Hatfield Palace, sa nouvelle résidence surveillée sous la responsabilité de Sir Thomas Pope jusqu'à la fin du règne de Marie.
Le 17 avril 1555, Élisabeth fut rappelée à la cour pour assister aux dernières étapes de l'apparente grossesse de Marie Ire mais, lorsqu'il devint évident qu'elle n'était pas enceinte, plus personne ne crut qu'elle pourrait avoir un enfant. Le roi Philippe, fils de Charles Quint, qui monta sur le trône d'Espagne en 1556, reconnut la nouvelle réalité politique et se rapprocha de sa belle-sœur. En effet, la reine Marie Ire d'Écosse, cousine d'Élisabeth, pouvait également revendiquer la couronne d'Angleterre. Or elle était fiancée au dauphin de France avec qui l'Espagne était en guerre ; Élisabeth représentait donc une alternative préférable. Lorsque son épouse tomba malade en 1558, le roi Philippe dépêcha le duc de Feria pour consulter Élisabeth. En octobre, Élisabeth préparait déjà son gouvernement, et, le 6 novembre, fut reconnue comme son héritière par Marie Ire. Cette dernière mourut le 17 novembre 1558, et Élisabeth monta sur le trône.

## Reine d'Angleterre et d'Irlande

### Avènement au trône
Lors de la procession triomphale dans Londres le 14 janvier 1559, Élisabeth fut acclamée par la foule, et son attitude ouverte et enjouée enthousiasma les spectateurs. Le lendemain, elle fut couronnée dans l'abbaye de Westminster.

### Réforme religieuse

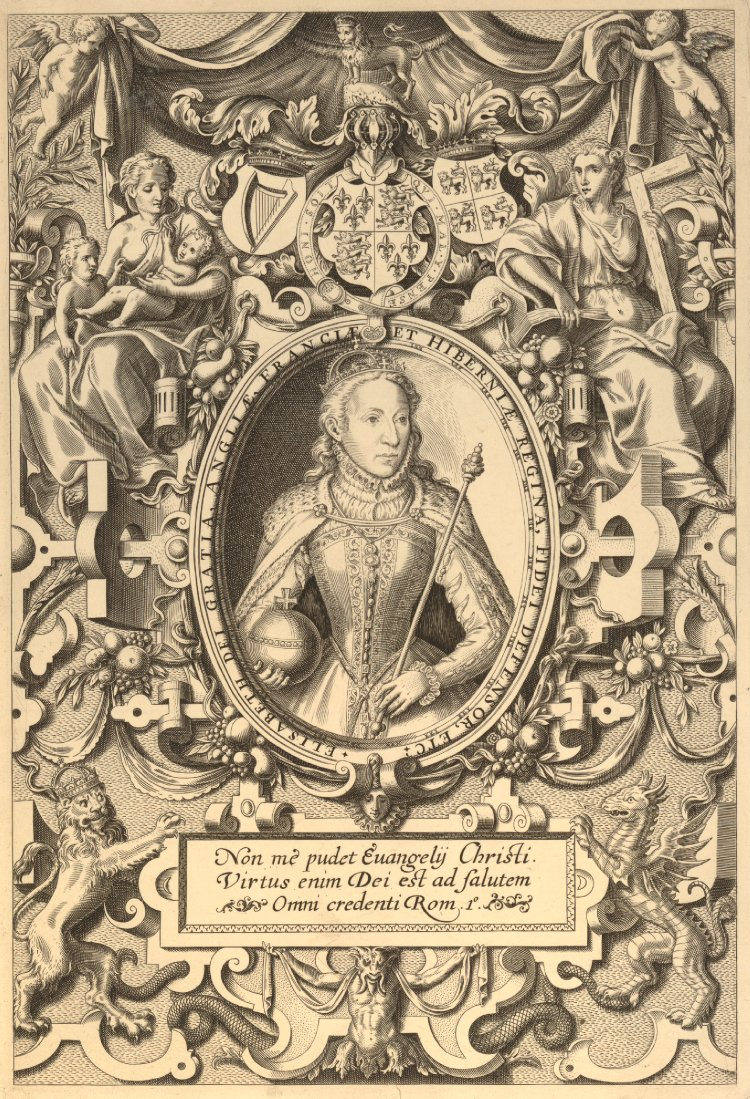
Élisabeth Ire sur le frontispice de la Bible des Évêques de 1568.

Les convictions religieuses d'Élisabeth Ire ont fait l'objet de nombreux débats. Elle était protestante mais conservait des symboles catholiques comme le crucifix, et minimisait l'importance des sermons malgré leur importance capitale dans la foi protestante. Par rapport à son intransigeante demi-sœur catholique Marie Ire, elle était, dans un premier temps, plutôt tolérante. De manière générale, elle privilégiait le pragmatisme pour les questions religieuses. Élisabeth Ire et ses conseillers craignaient une possible croisade catholique contre l'Angleterre hérétique. La reine chercha alors une solution protestante qui n'irriterait pas trop les catholiques tout en satisfaisant les désirs des protestants anglais. Elle ne tolérait cependant plus les puritains radicaux qui demandaient des réformes profondes. Le Parlement commença alors en 1559 à légiférer sur une nouvelle Église basée sur les réformes d'Édouard VI, avec le monarque à sa tête, mais avec de nombreux éléments catholiques comme les habits sacerdotaux.
La Chambre des communes était largement en faveur de ces propositions, mais la loi de suprématie rencontra l'opposition des évêques de la Chambre des lords. De nombreux évêchés étaient cependant vacants à ce moment, de même que la fonction d'archevêque de Cantorbéry,. Les partisans de la réforme étaient donc plus nombreux que les évêques et les lords conservateurs. Élisabeth Ire fut néanmoins forcée d'accepter le titre de gouverneur suprême de l'Église d'Angleterre plutôt que le titre de chef suprême que beaucoup ne voulaient pas accorder à une femme. Le nouvel Acte de suprématie fut adopté le 8 mai 1559, et tous les fonctionnaires durent prêter un serment de loyauté au monarque sous peine de perdre leur poste ; les lois d'hérésie furent annulées pour éviter une répétition des persécutions pratiquées par Marie Ire. Une nouvelle loi d'Uniformité fut adoptée au même moment pour rendre obligatoires la présence à l'église et l'utilisation de la version de 1552 du Livre de la prière commune ; les peines pour les récusants ou le non-respect de la loi n'étaient cependant pas excessives.
En 1563, la reine Elisabeth intègre au Book of Common Prayer les Trente-neuf articles régissant la foi anglicane. On parle donc d'anglicanisme élisabéthain.

### Question du mariage

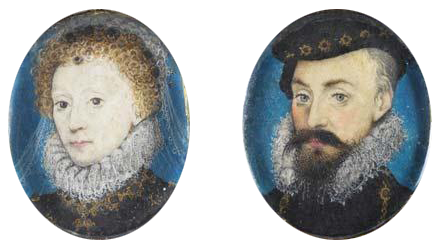
Élisabeth Ire et son favori Robert Dudley sur deux miniatures de Nicholas Hilliard, vers 1575.

Dès le début de son règne, il était attendu qu'Élisabeth Ire se marie, et la question était de savoir avec qui. Malgré les nombreuses demandes, elle ne se maria cependant jamais, pour des raisons qui restent peu claires. Les historiens supposent que Thomas Seymour l'avait découragée à avoir des relations sexuelles, ou encore qu'elle se savait stérile,. Elle considéra plusieurs prétendants jusqu'à l'âge de 50 ans, et le dernier fut le duc François d'Anjou de 22 ans son cadet. Même si, comme sa sœur qui était manipulée par le roi Philippe II d'Espagne, elle risquait de perdre son pouvoir, un mariage ouvrait la possibilité d'un héritier. Le choix d'un époux pouvait également provoquer une instabilité politique voire une insurrection. La reine refuse cependant de devoir céder son pouvoir à qui que ce soit et refuse donc le mariage. Par la suite, elle se présente au peuple comme la reine souhaitant rester vierge. C'est ainsi que naquit son surnom de « Reine Vierge ».
Le fait qu'elle ne se soit jamais mariée, son usage outrancier de cosmétiques et sa volonté de ne pas être autopsiée après sa mort ont fait naître la rumeur que la reine était un homme. Selon cette légende, la jeune princesse Élisabeth fut envoyée vers 1543 au château de Berkeley, pour l'éloigner de Londres où sévissait la peste. Elle mourut malgré cette mesure prophylactique, si bien que sa gouvernante, craignant que le roi Henri VIII ne la fasse décapiter pour s'être mal occupée de sa fille, prit le risque de lui trouver un sosie, à Bisley, village proche du château ; il s'agissait d'un garçon, le « Bisley Boy ». Cette thèse substitutionniste a été forgée au XIXe siècle par un pasteur de Bisley et connaît une certaine popularité depuis qu'elle a été exposée dans le livre Famous Impostors (en) de Bram Stoker en 1910.

### Relation avec Robert Dudley
Au printemps 1559, il devint clair qu'Élisabeth Ire était amoureuse de son ami d'enfance, Robert Dudley,. Il était dit qu'Amy Robsart, son épouse, souffrait « d'une maladie dans l'un de ses seins » et que la reine épouserait Dudley si sa femme venait à mourir. À l'automne de la même année, plusieurs prétendants étrangers se pressaient autour de la reine, leurs émissaires impatients se lançaient dans des discours toujours plus scandaleux et rapportaient qu'un mariage avec son favori ne serait pas bien accueilli en Angleterre. Amy Dudley mourut en septembre 1560 après une chute dans les escaliers et, malgré le rapport du médecin légiste concluant à un accident, de nombreuses personnes suspectèrent Dudley d'avoir provoqué sa mort pour pouvoir épouser la reine. Élisabeth Ire envisagea sérieusement d'épouser Dudley pendant quelque temps. William Cecil, Nicholas Throckmorton et certains pairs firent connaître leur désapprobation au sujet de cette union, des rumeurs annonçaient même un soulèvement de la noblesse en cas de mariage.
Robert Dudley n'en resta pas moins un possible candidat pendant près d'une décennie et fut fait comte de Leicester en 1564. Élisabeth Ire était extrêmement jalouse, et quand Dudley se remaria finalement en 1578, la reine réagit par de nombreuses démonstrations d'antipathie et de haine envers sa nouvelle épouse, Lettice Knollys, la propre cousine d'Élisabeth,. Dudley resta néanmoins, dans les mots de l'historienne Susan Doran, toujours « au centre de la vie sentimentale d'Élisabeth Ire ». Il mourut peu après la défaite de l'Armada espagnole. Après la mort d'Élisabeth Ire, une de ses missives fut retrouvée parmi les objets les plus personnels de la reine avec l'inscription « sa dernière lettre » écrite de sa main.

### Aspects politiques

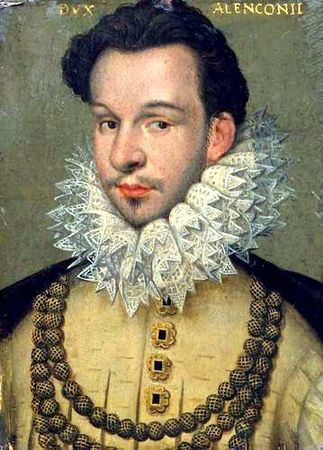
François d'Anjou par Nicholas Hilliard. Élisabeth Ire le surnommait sa « grenouille » et ne le trouvait pas aussi déformé que ce à quoi elle s'attendait.

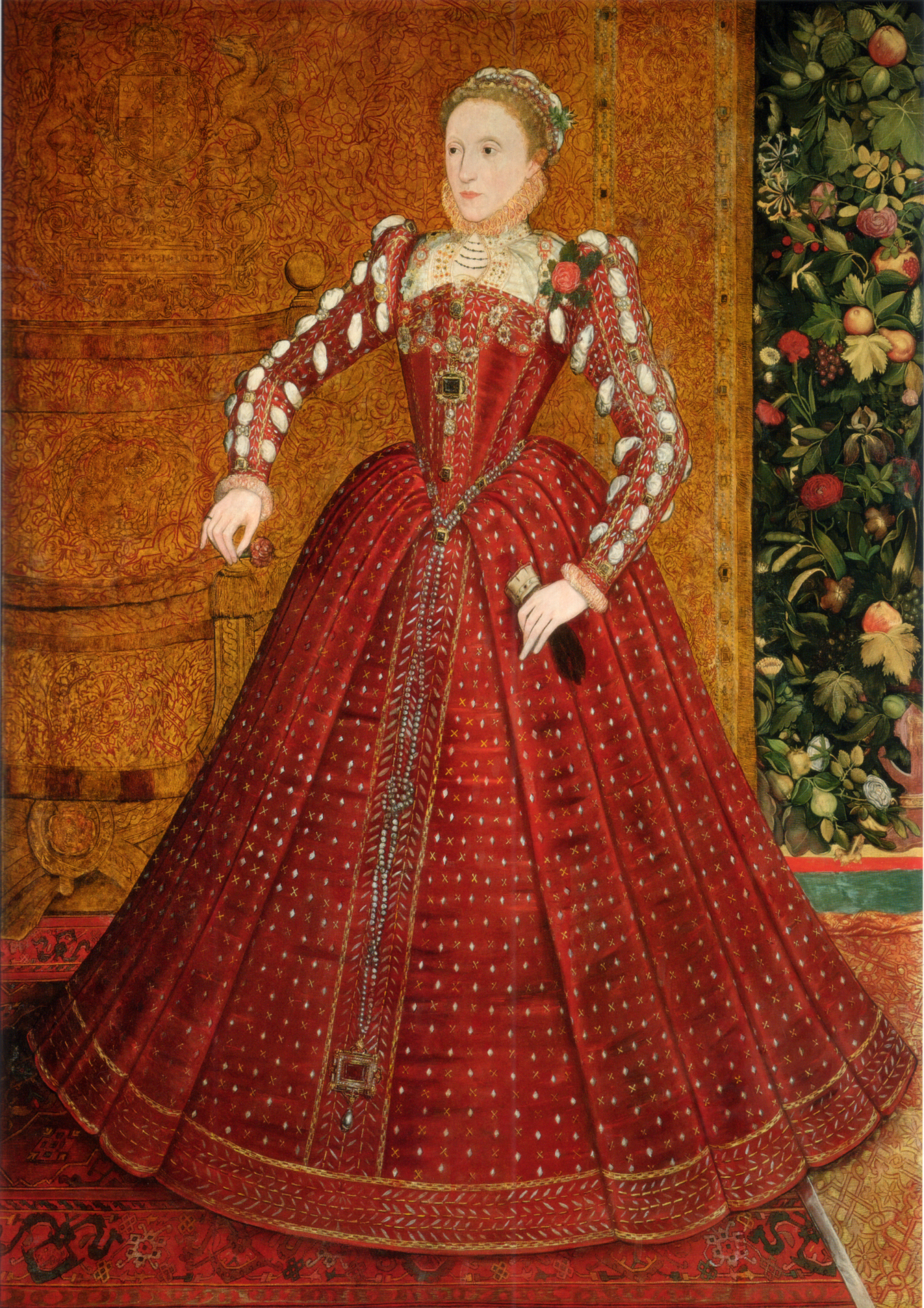
Cette peinture de Steven van der Meulen vers 1563 est l'un des premiers portraits en pied de la reine et a été réalisée avant l'émergence des portraits symboliques représentant l'iconographie de la « reine vierge ».

Les négociations en vue d'un mariage constituaient un élément clé de la politique étrangère d'Élisabeth Ire. Elle refusa la main de Philippe II d'Espagne en 1559 et négocia pendant plusieurs années pour épouser son cousin Charles II d'Autriche-Styrie. En 1569, les relations avec les Habsbourg s'étaient détériorées, et Élisabeth Ire envisagea d'épouser un prince français de la maison de Valois, Henri d'Anjou, puis son frère François d'Anjou, de 1572 à 1581. Cette dernière union était associée à une promesse d'alliance contre l'Espagne, pour l'évincer des Pays-Bas méridionaux. Élisabeth Ire sembla prendre cette possibilité au sérieux et elle porta un temps des boucles d'oreille en forme de grenouille que le duc d'Anjou lui avait envoyées.
En 1563, Élisabeth Ire dit à un émissaire impérial : « si je suis les penchants de ma personnalité, ce serait mendiante et célibataire bien plus que reine et mariée ». Plus tard dans l'année, après que la reine eut souffert de la variole, la question de la succession devint un sujet brûlant au Parlement. Ce dernier la pressa de se marier ou de nommer un héritier, pour éviter une guerre civile à sa mort ; elle refusa les deux propositions. En 1570, les membres du gouvernement étaient devenus plus convaincus que jamais Élisabeth Ire ne se marierait ou ne nommerait de successeur ; elle fut accusée d'irresponsabilité. Son silence renforça néanmoins sa propre sécurité, car elle savait que si elle nommait un héritier, son trône serait vulnérable à un coup d'État ; elle se rappelait la manière dont « une seconde personne, comme je l'ai été », avait été utilisée contre ses prédécesseurs.
Le célibat d'Élisabeth Ire inspira un culte de la virginité. Dans la poésie et la peinture, elle était représentée comme une vierge ou une déesse et non comme une femme ordinaire. Initialement, seule Élisabeth Ire faisait de sa virginité une vertu ; en 1559, elle déclara à la Chambre des communes : « Et en fin de compte, il me suffira qu'une plaque de marbre déclare qu'une reine, ayant régné tant de temps, vécut et mourut vierge ». Par la suite, les poètes et les écrivains reprirent ce thème et développèrent une iconographie exaltant Élisabeth Ire. Les hommages publics à la reine vierge, à partir de 1578, témoignaient secrètement de l'opposition aux négociations de mariage avec le duc d'Anjou. Élisabeth Ire insista sur le fait qu'elle était mariée à son royaume et à ses sujets sous la protection de Dieu. En 1599, elle parla de « tous mes époux, mon bon peuple ».

### Conflit avecMarieIred'Écosse
Au début de son règne, la politique étrangère d'Élisabeth Ire envers l'Écosse visait à réduire la présence française dans le pays. Elle craignait que ces derniers n'envahissent l'Angleterre pour placer Marie Ire d'Écosse, considérée par beaucoup comme l'héritière de la couronne d'Angleterre, sur le trône. Élisabeth Ire décida d'envoyer des troupes en Écosse pour soutenir les rebelles protestants, et, même si la campagne fut un échec, le traité d'Édimbourg de juillet 1560 écarta la menace française au nord. Lorsque Marie Ire retourna en Écosse en 1561, après plus d'une décennie en France, le pays, qui avait établi une Église protestante, était gouverné par un conseil de nobles protestants soutenus par Élisabeth Ire. Elle refusa de ratifier le traité.
En 1563, Élisabeth Ire proposa que Robert Dudley épouse Marie Ire sans en informer les deux intéressés. Ces derniers ne furent pas convaincus, et en 1565, Marie Ire épousa Henry Stuart, lord Darnley, qui pouvait également prétendre à la couronne d'Angleterre. Cette union fut la première d'une série d'erreurs de jugement de Marie Ire, qui permit la victoire des protestants écossais et d'Élisabeth Ire. Darnley devint rapidement impopulaire, puis détesté en Écosse pour avoir commandité le meurtre du secrétaire italien de Marie Ire, David Rizzio ; en février 1567, il fut assassiné par un groupe probablement mené par James Hepburn. Peu après, le 15 mai 1567, Hepburn épousa Marie Ire, ce qui accrédita les rumeurs selon lesquelles elle aurait été complice dans le meurtre de son mari. Élisabeth Ire lui écrivit : « Quel pire choix pour votre honneur qu'en si grande hâte épouser un tel sujet, qui en plus d'autres et fameux manquements, a été publiquement accusé du meurtre de votre défunt mari dans lequel vous seriez d'ailleurs impliquée même si nous ne croyons pas à cette idée ».
Ces événements entraînèrent rapidement le renversement de Marie Ire, qui fut emprisonnée au château de Loch Leven. Les nobles écossais l'obligèrent à abdiquer en faveur de son fils Jacques, né en juin 1566, et ce dernier fut emmené au château de Stirling pour être élevé dans la foi protestante. Marie s'échappa de Loch Leven en 1568, mais ses partisans furent défaits, et elle dut se réfugier en Angleterre dont on lui avait dit qu'elle pourrait compter sur le soutien de la reine. La première intention d'Élisabeth Ire était de la restaurer sur le trône d'Écosse, mais son conseil et elle décidèrent d'être plus prudents. Plutôt que de prendre le risque de ramener Marie en Écosse avec une armée anglaise ou de l'envoyer en France auprès des ennemis catholiques de l'Angleterre, ils décidèrent de la garder en prison où elle resta pendant 19 ans.

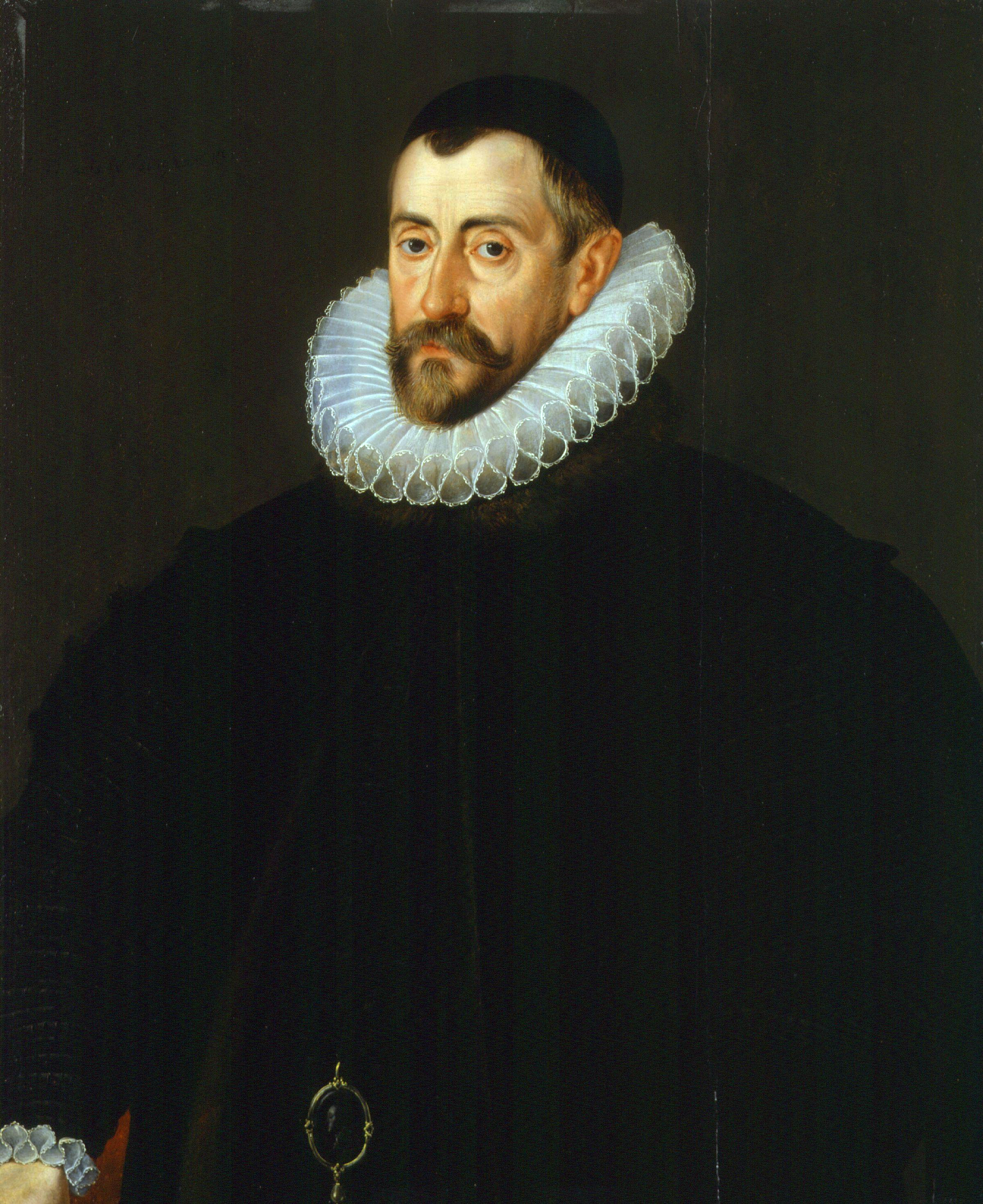
Francis Walsingham était le « maître-espion » d'Élisabeth Ire et il déjoua plusieurs complots contre elle.

En 1569, un important soulèvement catholique eut lieu dans le Nord de l'Angleterre avec pour objectif de libérer Marie, de la marier à Thomas Howard et de la placer sur le trône d'Angleterre. Après leur défaite, plus de 750 rebelles furent exécutés sur ordre d'Élisabeth Ire. Croyant que le soulèvement avait réussi, le pape Pie V délivra en 1570 une bulle pontificale appelée Regnans in Excelsis qui excommuniait « Élisabeth, prétendument reine d'Angleterre et servante du crime » et délivrait tous ses sujets de leur allégeance envers elle,. Les catholiques qui continuaient de lui obéir risquaient également l'excommunication. La bulle entraîna des propositions anti-catholiques au Parlement, lesquelles furent néanmoins assouplies par la reine. En 1581, convertir des sujets anglais au catholicisme avec l'intention de les libérer de leur allégeance à Élisabeth Ire devint un acte de haute trahison passible de la peine de mort. À partir des années 1570, des missionnaires catholiques du continent se rendirent secrètement en Angleterre ; beaucoup furent exécutés et cela entraîna un culte des martyrs.
Regnans in Excelsis donna aux catholiques anglais une forte incitation à considérer Marie Stuart comme la souveraine légitime d'Angleterre. Cette dernière n'était peut-être pas informée de tous les complots catholiques visant à l'installer sur le trône, mais, du complot de Ridolfi de 1571 (à la suite duquel Thomas Howard fut décapité) au complot de Babington de 1586, le maître-espion d'Élisabeth Ire, Francis Walsingham, et le conseil royal accumulèrent les preuves contre elle. La reine était initialement opposée à l'exécution de Marie, mais à la fin de l'année 1586, elle fut convaincue de sa culpabilité après la découverte de lettres écrites durant le complot de Babington. La proclamation d'Élisabeth Ire indiquait que « la dite Marie, prétendante au titre de cette Couronne, a imaginé dans ce royaume diverses choses visant à blesser, tuer et détruire notre royale personne ». Marie fut décapitée le 8 février 1587 au château de Fotheringhay. Après cette exécution, Élisabeth Ire affirma qu'elle ne l'avait pas ordonnée, et en effet, la plupart des rapports avancent qu'elle aurait dit à son secrétaire Davidson, qui lui avait apporté la condamnation à signer, de ne pas la transmettre. La sincérité des remords d'Élisabeth Ire et ses motivations pour avoir demandé à Davidson de ne pas appliquer le mandat d'exécution, furent débattues par ses contemporains et les historiens modernes.

### Guerre et commerce outre-mer
En octobre 1562, les troupes anglaises occupèrent Le Havre avec l'intention de l'échanger contre Calais qui était tombé aux mains des Français en janvier 1558. Le plan échoua, car les alliés huguenots d'Élisabeth Ire rejoignirent les troupes catholiques pour reprendre la ville, et les Anglais durent se replier en juin 1563. Après cette attaque, Élisabeth Ire n'entreprit pas d'autres expéditions militaires sur le continent jusqu'en 1585. Elle mena néanmoins une politique agressive par l'intermédiaire de sa flotte et de ses « chiens de mer » comme John Hawkins ou Walter Raleigh qui s'attaquèrent au commerce espagnol dans les Caraïbes et l'Atlantique. Elle adouba ainsi le corsaire Francis Drake après sa circumnavigation du monde entre 1577 et 1580, et ce dernier s'illustra par la suite lors de ses assauts contre les ports et les navires espagnols, (spécialement dans le Nouveau Monde, d'où les galions espagnols revenaient chargés d'or et de métal d'argent).

### Expédition dans les Pays-Bas

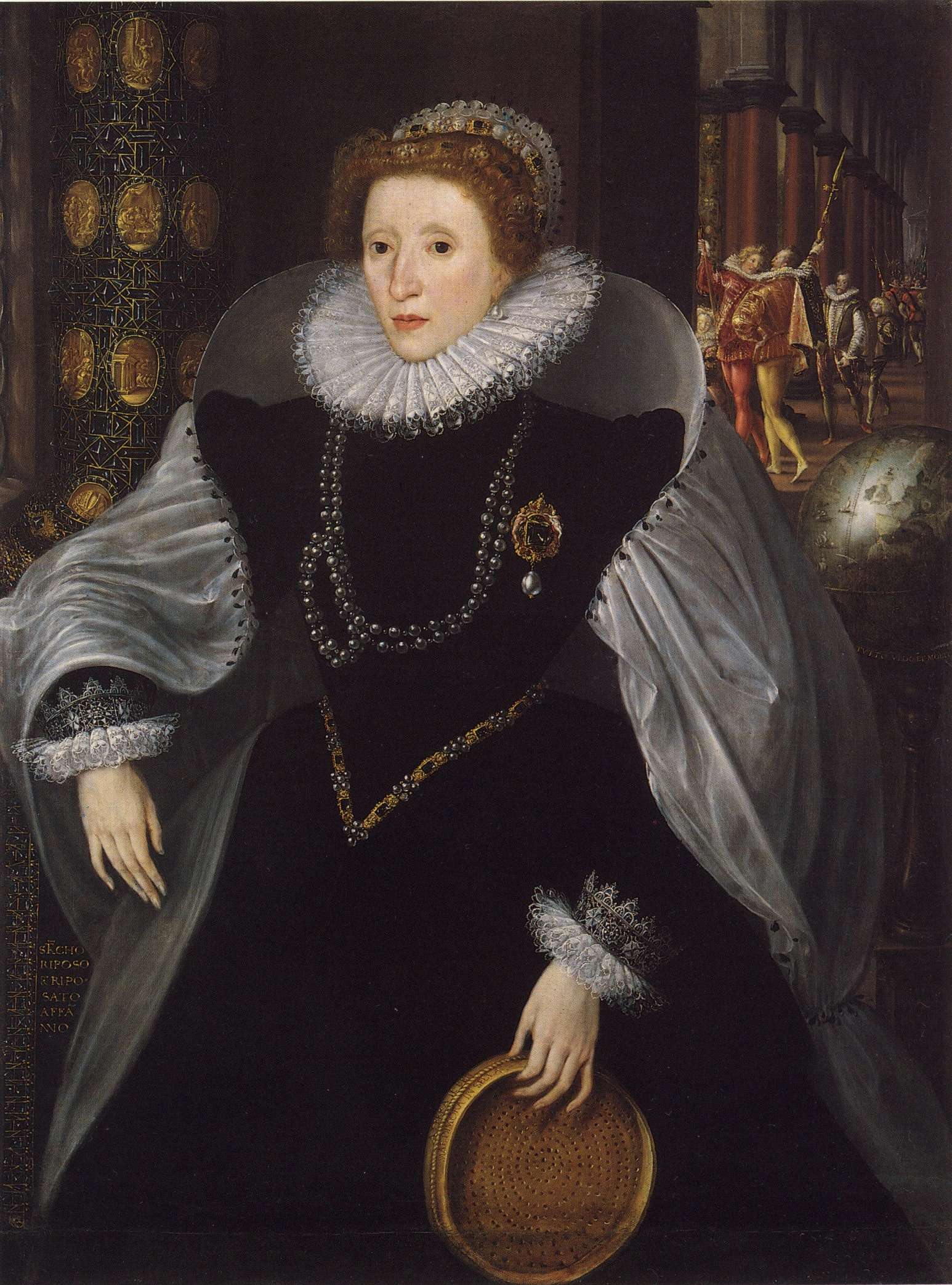
Portrait d'Élisabeth Ire par Quentin Metsys le Jeune vers 1583. La reine tient un tamis symbole de virginité.

En 1585, Élisabeth Ire déploya une armée anglaise pour soutenir la révolte des Hollandais protestants contre Philippe II. Cela suivait la mort, en 1584, de ses alliés le stathouder Guillaume Ier d'Orange-Nassau et le duc François d'Anjou, ainsi que la reddition de plusieurs villes hollandaises au duc Alexandre Farnèse, gouverneur espagnol des Pays-Bas méridionaux. En décembre 1584, la signature d'une alliance entre Philippe II et la Ligue catholique française par le traité de Joinville menaçait la capacité du frère du duc d'Anjou, le roi de France Henri III, à contrer la domination espagnole dans les Pays-Bas. Cela étendait également l'influence espagnole sur la côte sud de la Manche où la Ligue catholique était puissante et exposait l'Angleterre à une possible invasion. La prise d'Anvers par Farnèse à l'été 1585 après un siège d'un an, imposait une réaction anglaise, et en août 1585, Élisabeth Ire signa le traité de Sans-Pareil par lequel elle promettait de soutenir militairement les Hollandais. Le traité marqua le début de la guerre anglo-espagnole qui se termina par le traité de Londres en 1604.
Même si elle était menée par son ancien soupirant, Robert Dudley, Élisabeth Ire ne lui apporta pas un soutien très franc. Sa stratégie qui consistait à simplement soutenir les Hollandais tout en menant des négociations secrètes avec l'Espagne, dès les jours qui suivraient l'arrivée de Dudley en Hollande, était à l'opposé de celle de Dudley et des Hollandais qui voulaient mener une campagne offensive. Il blessa profondément la reine en acceptant le poste de gouverneur-général des mains des états généraux des Provinces-Unies. Élisabeth Ire considéra qu'il s'agissait d'une ruse hollandaise pour l'obliger à accepter sa souveraineté sur les Pays-Bas, ce qu'elle avait jusqu'alors toujours refusé. Elle envoya une lettre de désapprobation qui fut lue devant le Conseil d'État en présence de Dudley. L'humiliation publique de son « lieutenant-général » associée à ses négociations en vue d'une paix séparée avec l'Espagne sapa profondément ses soutiens dans les Pays-Bas. La campagne militaire fut entravée par les refus répétés d'Élisabeth d'envoyer les fonds promis pour soutenir ses troupes. Sa réticence à s'engager, les mauvaises décisions militaires et politiques de Dudley, ainsi que le chaos politique hollandais, entraînèrent l'échec de la campagne,. Dudley démissionna de son commandement en décembre 1587.

### Armada espagnole

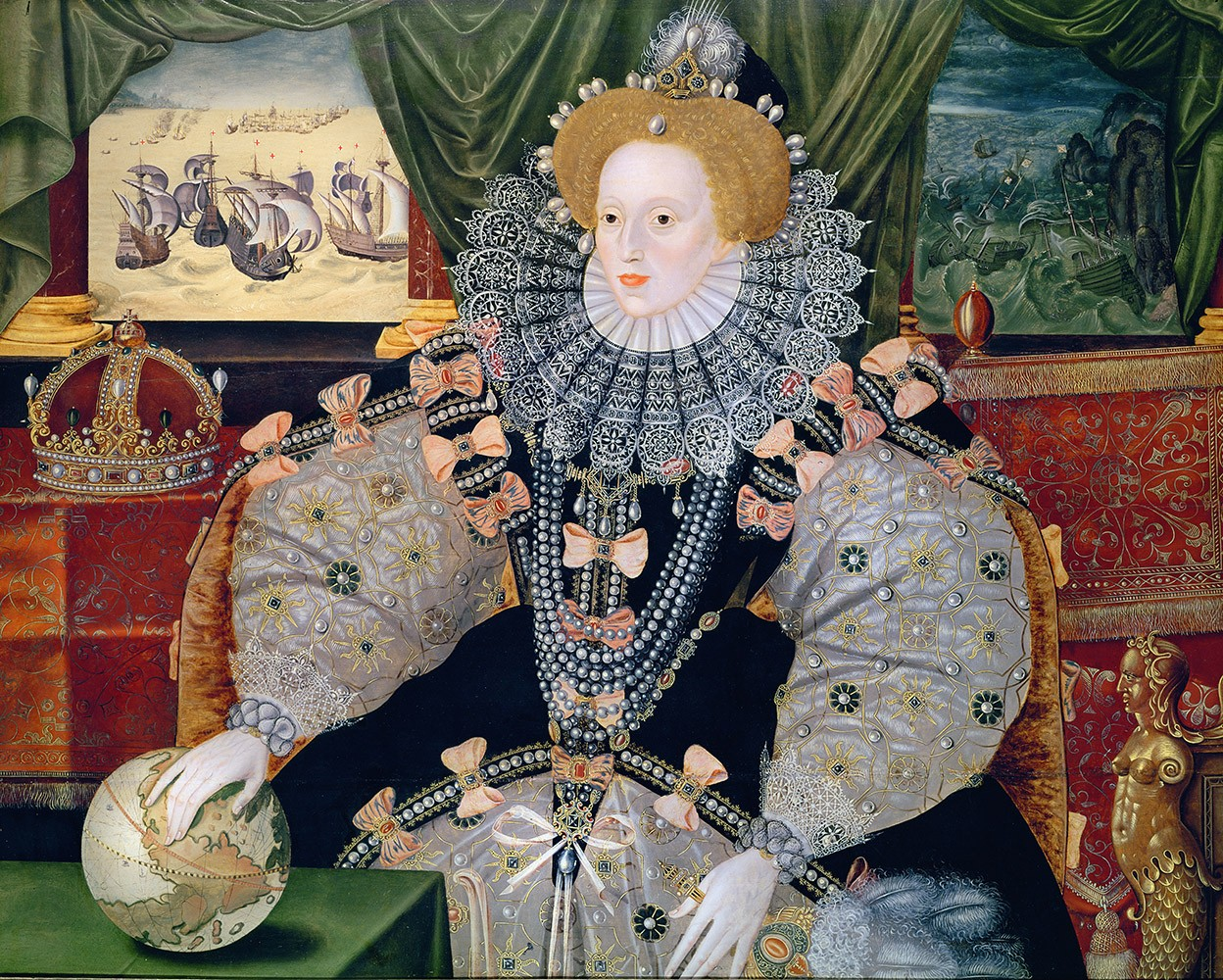
Portrait d'Élisabeth Ire commémorant la défaite de l'Invincible Armada représentée en arrière-plan. La puissance internationale de la reine est symbolisée par sa main appuyée sur le globe terrestre.

Dans le même temps, Francis Drake avait entrepris une vaste campagne contre les ports et les navires espagnols dans les Caraïbes en 1585, 1586 et 1587. Il réalisa une attaque contre le port de Cadix où il détruisit de nombreux navires de guerre rassemblés pour l'invasion de l'Angleterre,.
Le 12 juillet 1588, l'Armada espagnole mit le cap sur la Manche avec une force d'invasion commandée par Alexandre Farnèse. Une combinaison de mauvaises décisions, de malchance, de l'attaque de brûlots anglais près de Gravelines, le 29 juillet, dispersa la flotte espagnole qui fut repoussée en mer du Nord ; seule la moitié de l'Armada parvint à rentrer en Espagne. Ignorant le destin de la flotte espagnole, les miliciens anglais se rassemblèrent pour défendre le pays sous le commandement de Robert Dudley. Celui-ci invita Élisabeth Ire à inspecter les troupes à Tilbury dans l'Essex le 8 août. Portant une cuirasse en argent et une robe blanche, elle prononça l'un de ses plus célèbres discours :

« Mon peuple bien-aimé, des conseillers soucieux de ma sécurité m'ont mise en garde de paraître devant mes armées, par crainte d'une trahison. Mais, je vous l'assure, je ne veux pas vivre en me méfiant de mon peuple fidèle et bien-aimé… Je sais que mon corps est celui d'une faible femme, mais j'ai le cœur et l'estomac d'un roi, et d'un roi d'Angleterre – et je me moque que le duc de Parme [Farnèse] ou n'importe quel prince d'Europe ose envahir les rivages de mon royaume,. »

La menace d'invasion écartée, la nation fêta la victoire. La procession d'Élisabeth Ire lors d'une cérémonie à l'Old St Paul's Cathedral rivalisa avec le faste de son couronnement. La défaite de l'Armada espagnole fut un important succès de propagande à la fois pour Élisabeth Ire et pour l'Angleterre protestante. Les Anglais prirent leur victoire pour une preuve de la faveur de Dieu et de l'inviolabilité de la nation sous la direction d'une reine vierge. Cette victoire ne fut cependant pas le tournant de la guerre, qui se poursuivit et se déroula souvent à l'avantage de l'Espagne. Les Espagnols contrôlaient toujours les Pays-Bas, et la menace d'invasion restait présente. Walter Raleigh avança après sa mort que la prudence d'Élisabeth Ire avait entravé la guerre contre l'Espagne :

« Si la défunte reine avait cru en ses hommes de guerre comme en ses scribes, nous aurions en son temps réduit un grand empire en morceaux et fait de leurs rois que des figues et des oranges comme dans les temps anciens. Mais sa Majesté fit tout par moitié et par d'insignifiantes invasions apprit à l'Espagnol à se défendre et à voir ses propres faiblesses. »

Même si certains historiens ont critiqué Élisabeth Ire pour les mêmes raisons, le jugement de Raleigh a plus souvent été jugé injuste. Élisabeth Ire avait de bonnes raisons pour ne pas accorder trop de confiance à ses commandants qui, comme elle l'écrivit, « étaient transportés par l'orgueil » dans le feu de l'action.

### Soutien àHenriIVde France

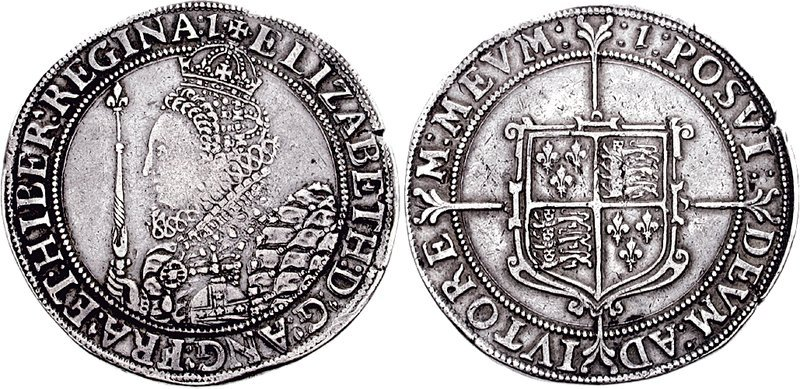
Pièce avec l'effigie d'Élisabeth Ire et les armoiries de l'Angleterre.

Lorsque le protestant Henri IV monta sur le trône de France en 1589, Élisabeth Ire lui apporta un soutien militaire. Ce fut sa première intervention en France depuis la retraite du Havre en 1563. La succession d'Henri IV était contestée par la Ligue catholique et Philippe II ; en outre, Élisabeth Ire craignait que les Espagnols ne prissent le contrôle des ports français de la Manche. Les actions militaires anglaises en France furent cependant désorganisées et peu efficaces. Peregrine Bertie, ignorant la plupart des ordres de la reine, erra dans le Nord de la France avec une armée de 4 000 hommes sans remporter de véritable succès militaire. Il se retira dans la confusion en décembre 1589 après avoir perdu la moitié de ses forces. En 1591, la campagne de John Norreys à la tête de 3 000 soldats en Bretagne ne rencontra pas plus de succès. Comme pour toutes les expéditions de ce type, Élisabeth Ire regimbait à accorder les renforts et les fonds demandés par ses commandants, et Norreys fut par exemple obligé de se rendre à Londres en personne pour plaider sa cause ; en son absence, une armée catholique anéantit le reste de son armée à Craon, dans le Nord-Ouest de la France en mai 1591. Deux mois plus tard, Élisabeth Ire déploya une autre force, sous le commandement de Robert Devereux, beau-fils de Robert Dudley, pour soutenir le siège de Rouen par Henri IV. Ce soutien fut peu concluant ; Devereux rentra en Angleterre en janvier 1592, et Henri IV abandonna le siège en avril. Comme d'habitude, Élisabeth Ire manquait de contrôle sur ses commandants outre-mer : « Où il est, ou ce qu'il fait, ou ce qu'il va faire, nous l'ignorons ».

### Reconquête de l'Irlande
Même si l'Irlande était l'un de ses deux royaumes, une grande partie de l'île était virtuellement autonome, et Élisabeth Ire devait faire face à une population irlandaise catholique qui lui était hostile et prête à comploter avec ses ennemis. Sa politique était d'accorder des terres à ses partisans et d'empêcher les rebelles de fournir à l'Espagne une base avancée pour attaquer l'Angleterre. Lors d'une série de soulèvements, les forces royales appliquèrent une politique de la terre brûlée et massacrèrent les hommes, les femmes et les enfants. Durant une révolte dans le Munster, menée par Gerald Fitzgerald en 1582, près de 30 000 personnes moururent de faim. Le poète Edmund Spenser écrivit que les victimes « furent acculées à une telle misère, que tout cœur de pierre se serait apitoyé ». Élisabeth Ire demanda à ses commandants que les Irlandais, « cette nation barbare et grossière », soient bien traités, mais elle ne montra aucun remords quand la force et le massacre furent jugés nécessaires.
Entre 1594 et 1603, Hugh O'Neill mena un large soulèvement en Irlande avec le soutien de l'Espagne, alors que les combats entre cette dernière et l'Angleterre étaient à leur paroxysme. Au printemps 1599, Élisabeth Ire ordonna à Robert Devereux d'écraser la révolte. À sa grande colère, la campagne fut un échec et Devereux rentra en Angleterre en violation de ses ordres. Il fut remplacé par Charles Blount qui mit trois ans pour venir à bout des rebelles. O'Neill se rendit finalement en 1603, quelques jours après la mort d'Élisabeth Ire et peu de temps après que le traité de Londres eut mis fin à la guerre entre l'Espagne et l'Angleterre.

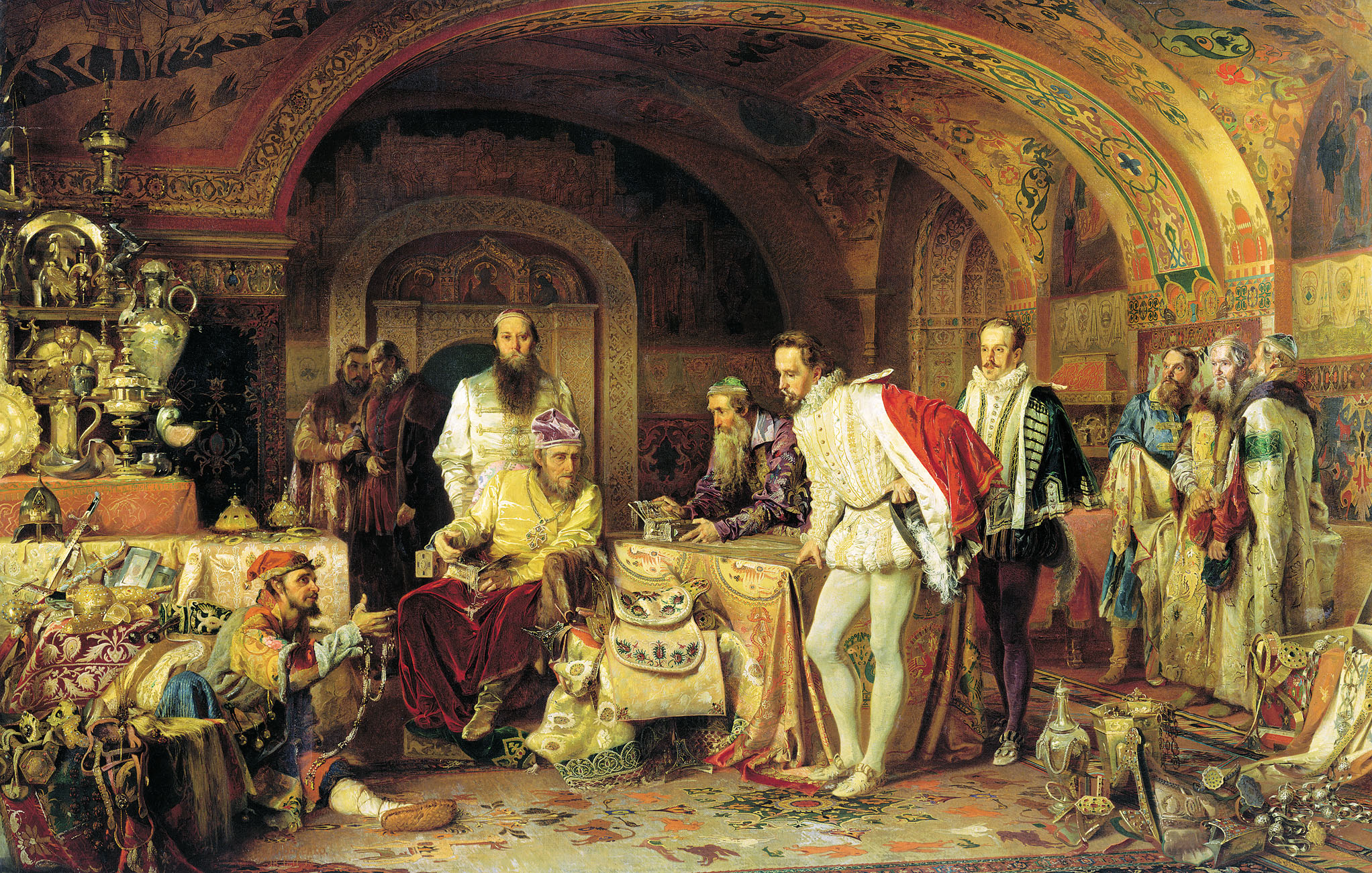
Ivan le Terrible montre ses trésors à l'ambassadeur anglais. Peinture d'Aleksandre Litovtchenko, 1875.

### Relations avec la Russie

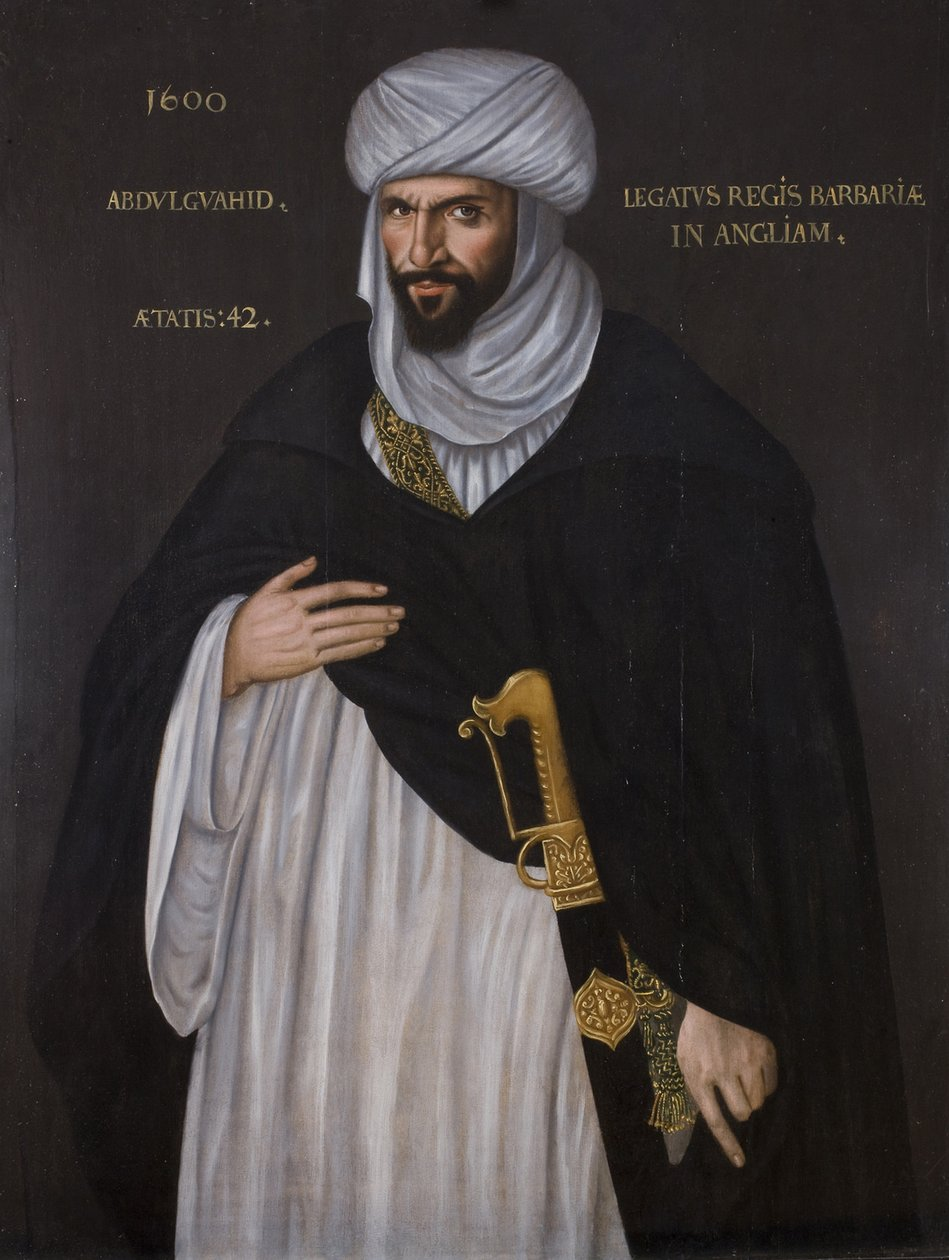
Abd el-Ouahed ben Messaoud, l'ambassadeur marocain à la cour d'Élisabeth Ire en 1600.

Élisabeth Ire poursuivit les relations diplomatiques établies par son demi-frère avec le tsarat de Russie. Elle écrivait souvent à son souverain, le tsar Ivan IV (Ivan le Terrible), en des termes amicaux, mais ce dernier était irrité par sa focalisation sur le commerce plutôt que sur la possibilité d'une alliance militaire. Le tsar lui demanda même la garantie qu'il pourrait se réfugier en Angleterre si son pouvoir était menacé. À la mort d'Ivan IV, son fils Fédor Ier lui succéda, mais ce dernier ne voyait aucune raison de maintenir des relations commerciales privilégiées avec l'Angleterre, déclara que son royaume était ouvert à tous les étrangers et limogea l'ambassadeur anglais, Jerome Bowes (en). Élisabeth Ire dépêcha un nouvel ambassadeur, Giles Fletcher (en), pour demander au régent Boris Godounov de convaincre le tsar de reconsidérer sa position. Les négociations échouèrent, et Élisabeth Ire continua de plaider auprès de Fédor avec des lettres à la fois apaisantes et réprobatrices. Elle proposa une alliance, ce qu'elle avait refusé quand cela lui avait été offert par Ivan IV, mais le tsar refusa.

### Relation avec les états barbaresques
Les relations commerciales et diplomatiques entre l'Angleterre et les États barbaresques se développèrent sous le règne d'Élisabeth Ire,. Malgré l'interdiction papale, l'Angleterre échangeait ainsi des armures, des munitions, du bois et du métal contre du sucre marocain. En 1600, Abd el-Ouahed ben Messaoud, le principal conseiller du souverain marocain Ahmed al-Mansour de la dynastie des Saadiens, se rendit en Angleterre à la cour d'Élisabeth Ire, pour négocier une alliance contre l'Espagne. Malgré les promesses d'attaques et de fourniture d'armes, les négociations s'enlisèrent, et les deux souverains moururent deux ans plus tard.
Des relations diplomatiques furent également établies avec l'Empire ottoman à la suite de la création de la Compagnie du Levant et de l'envoi du premier ambassadeur anglais à la Sublime Porte, William Harborne, en 1578. Un traité commercial fut signé en 1580, et de nombreux émissaires furent envoyés par les deux puissances. Élisabeth Ire échangeait des lettres avec le sultan Mourad III, dans l'une d'elles ce dernier avança que l'islam et le protestantisme avaient « plus de choses en commun qu'avec le catholicisme car les deux rejetaient l'idolâtrie » et il proposa une alliance. Au grand désarroi de l'Europe catholique, l'Angleterre exportait de l'étain et du plomb nécessaires à la fabrication de canons et de munitions vers l'Empire ottoman qui progressait alors dans les Balkans. Élisabeth Ire envisagea sérieusement des opérations militaires conjointes avec Mourad III durant la guerre avec l'Espagne, et les corsaires anglais et barbaresques coopérèrent fréquemment pour attaquer les navires catholiques.

### Dernières années du règne

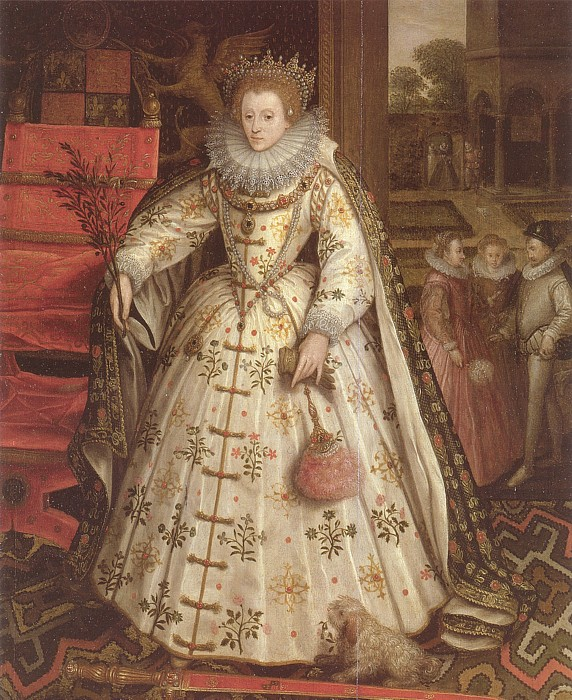
Élisabeth Ire par Marcus Gheeraerts l'Ancien vers 1585.

À la suite de la défaite de l'Armada espagnole en 1588, Élisabeth Ire affronta de nouvelles difficultés. Les combats contre l'Espagne et en Irlande se poursuivaient, et l'économie fut affectée par les mauvaises récoltes et le coût de la guerre. Les prix augmentèrent et le niveau de vie diminua,. Au même moment, la répression des catholiques s'intensifia, et Élisabeth Ire autorisa en 1591 l'interrogatoire et la surveillance des propriétaires catholiques. Pour maintenir une illusion de paix et de prospérité, elle se reposa de plus en plus sur le renseignement intérieur et sur la propagande. Vers la fin de son règne, la montée des critiques refléta une baisse d'affection du public pour sa reine.
L'une des raisons de ce qui est parfois appelé le « second règne » d'Élisabeth Ire,, fut l'évolution du Conseil privé dans les années 1590. À l'exception de William Cecil, les hommes politiques les plus influents étaient morts vers 1590 : Robert Dudley en 1588, Francis Walsingham en 1590 et Christopher Hatton en 1591. Les luttes de clans au sein du gouvernement, qui étaient restées discrètes avant les années 1590, devenaient de plus en plus fatales. Une profonde rivalité opposait Robert Devereux à Robert Cecil, l'un des fils de William Cecil, pour les fonctions les plus importantes du pouvoir. L'autorité personnelle de la reine s'affaiblissait, et cela fut démontré par l'affaire du docteur Lopez, son médecin personnel ; lorsqu'il fut accusé à tort de trahison par Devereux, elle ne put empêcher son exécution.
Dans les dernières années de son règne, Élisabeth Ire se reposa de plus en plus sur l'octroi de monopoles plutôt que de solliciter le Parlement pour obtenir plus de fonds en temps de guerre. Cette pratique entraîna rapidement la fixation des prix, l'enrichissement des négociants aux dépens du public et un profond mécontentement. L'agitation gagna le Parlement en 1601 ; dans son célèbre Golden Speech (en) du 30 novembre 1601, Élisabeth Ire déclara son ignorance des abus et gagna les parlementaires par ses promesses et ses appels habituels aux émotions.

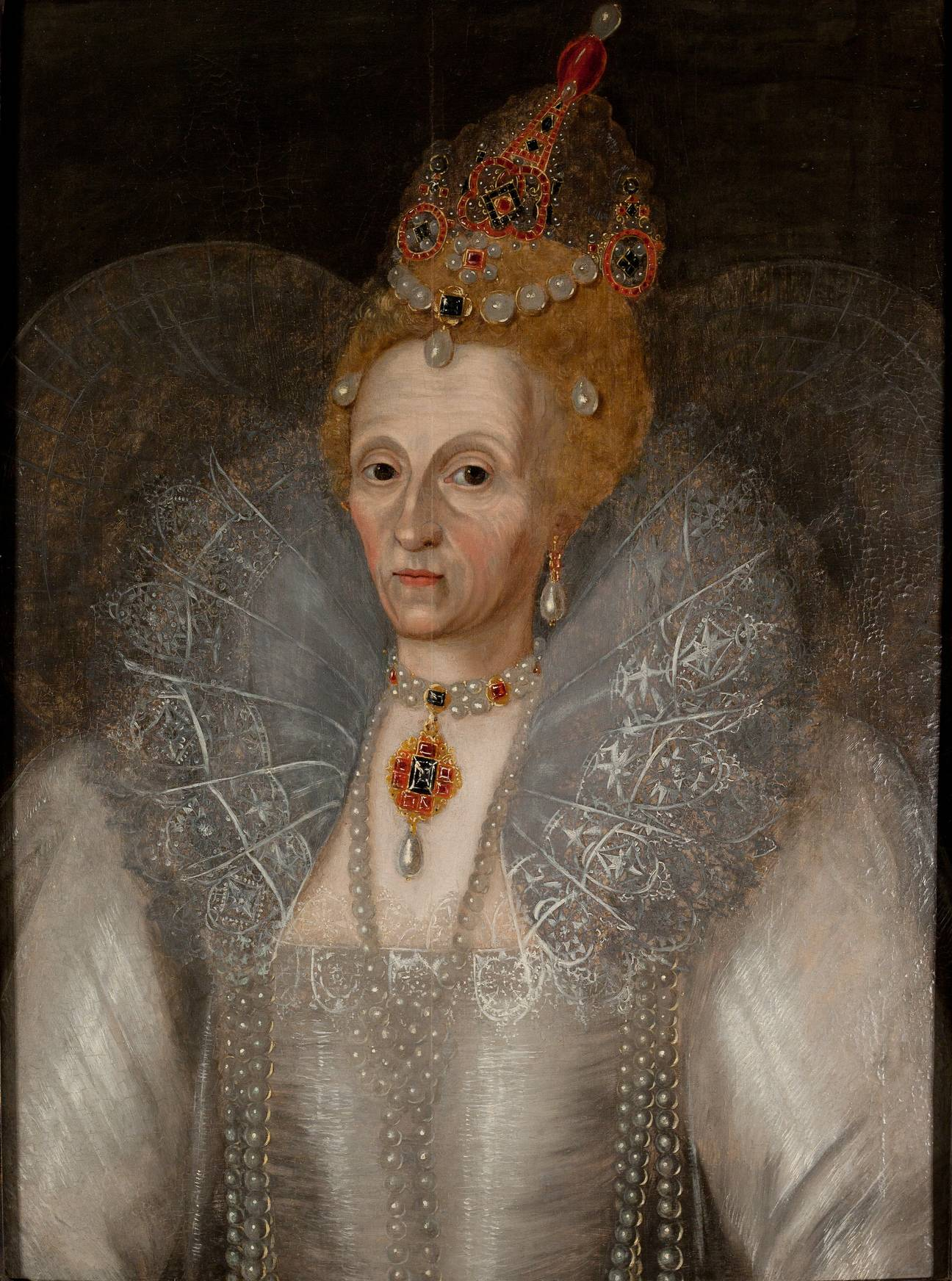
Portrait d'Élisabeth Ire attribué à Marcus Gheeraerts le Jeune, vers 1595.

Cette période d'incertitudes économiques et politiques entraîna néanmoins un épanouissement littéraire sans précédent en Angleterre. Les premiers signes de ce nouveau mouvement littéraire apparurent à la fin des années 1570 avec Euphues de John Lyly et The Shepheardes Calender d'Edmund Spenser. Dans les années 1590, sous l'influence de Christopher Marlowe et de William Shakespeare, la littérature et le théâtre anglais atteignirent leur apogée. La notion d'âge d'or artistique de l'ère élisabéthaine tient essentiellement au talent des architectes, des poètes et des musiciens, et assez peu à Élisabeth Ire qui ne fut jamais une grande mécène des arts.
Alors qu'Élisabeth Ire vieillissait, son image évolua progressivement. Elle était représentée sous les traits de Diane et d'Astrée puis, après la défaite de l'Armada sous ceux de Gloriana, de la reine des fées éternellement jeune du poème d'Edmund Spenser. Ses portraits devinrent de moins en moins réalistes et présentaient de plus en plus de symboles lui donnant une apparence bien plus jeune. En réalité, sa peau avait été marquée par une éruption de variole, en 1562, qui l'avait laissée à moitié chauve et l'obligeait à utiliser une perruque et des cosmétiques. Walter Raleigh avança qu'elle était « une dame que le temps avait surpris ». Cependant, plus sa beauté s'effaçait, plus ses courtisans en faisaient l'éloge.
Élisabeth Ire était heureuse de jouer ce rôle, mais il est possible qu'elle ait commencé à croire à ses propres attraits dans la dernière décennie de sa vie. Elle se rapprocha du charmant mais irascible Robert Devereux, qui prenait des libertés vis-à-vis de son pouvoir, et elle continua de le nommer à des hautes fonctions militaires malgré son ineptie. Après la désertion de Devereux en Irlande en 1599, Élisabeth Ire le plaça en résidence surveillée ; il fut privé de ses monopoles l'année suivante. En février 1601, Devereux essaya d'organiser un soulèvement à Londres. Il chercha à enlever la reine mais rassembla peu de soutiens et fut décapité le 25 février. Élisabeth Ire savait que ses propres mauvais jugements étaient en partie responsables de ces événements. Un observateur rapporta en 1602 que « son plaisir était de s'asseoir dans le noir et parfois verser des larmes pour pleurer Devereux ».

### Mort et succession

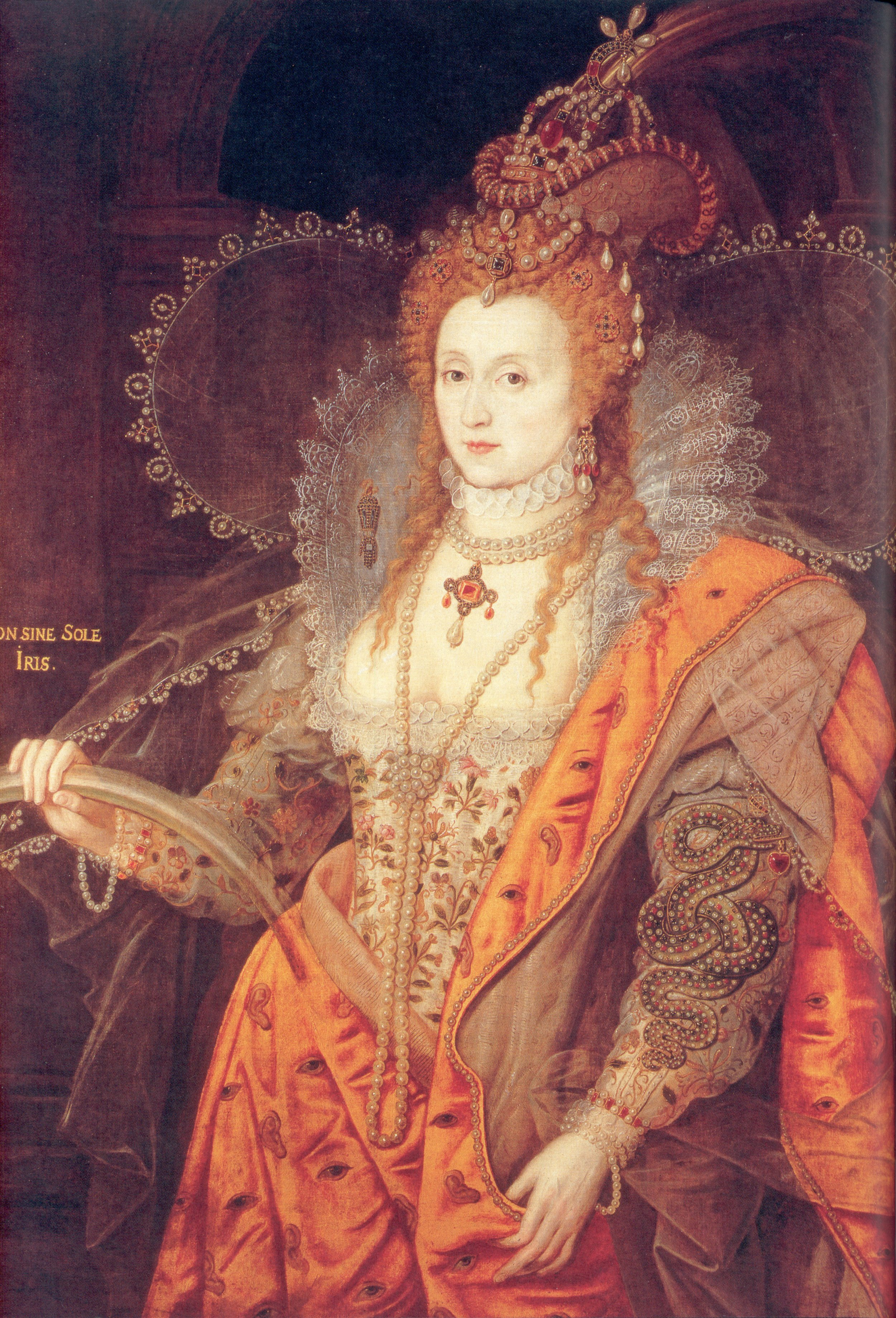
Le « portrait arc-en-ciel » d'Élisabeth Ire vers 1600 ; une représentation allégorique de la reine toujours jeune malgré sa vieillesse.

Quand le principal conseiller d'Élisabeth Ire, William Cecil, mourut le 4 août 1598, son fils Robert reprit le flambeau et devint rapidement le chef du gouvernement. L'une de ses réussites fut de préparer la voie à une succession paisible. Comme Élisabeth Ire ne nommerait jamais de successeur, Cecil fut obligé de procéder en secret et il entama une correspondance secrète avec le roi d'Écosse Jacques VI, qui pouvait prétendre au trône d'Angleterre. Cecil entraîna l'impatient Jacques VI à se faire apprécier d'Élisabeth Ire. Cela fonctionna, le ton de Jacques VI enchanta Élisabeth Ire, et selon l'historien J. E. Neale, si elle ne se prononça pas ouvertement en sa faveur, elle fit connaître son opinion par des « phrases voilées mais sans ambiguïtés ».
La santé de la reine resta stable jusqu'à l'automne 1602 lorsqu'une série de décès parmi ses amis la plongea dans une profonde dépression. En février 1603, la mort de Catherine Howard, sa dame de compagnie depuis 45 ans, et celle de la nièce de sa cousine Catherine Carey, furent un choc particulièrement dur. En mars, Élisabeth Ire tomba malade et resta dans une « mélancolie profonde et inamovible ». La reine mourut le 24 mars 1603 au palais de Richmond, après 44 ans de règne, entre deux et trois heures du matin, à l'âge de 69 ans. Quelques heures plus tard, Cecil et le conseil mirent leurs plans en application et proclamèrent Jacques VI d'Écosse, roi d'Angleterre.

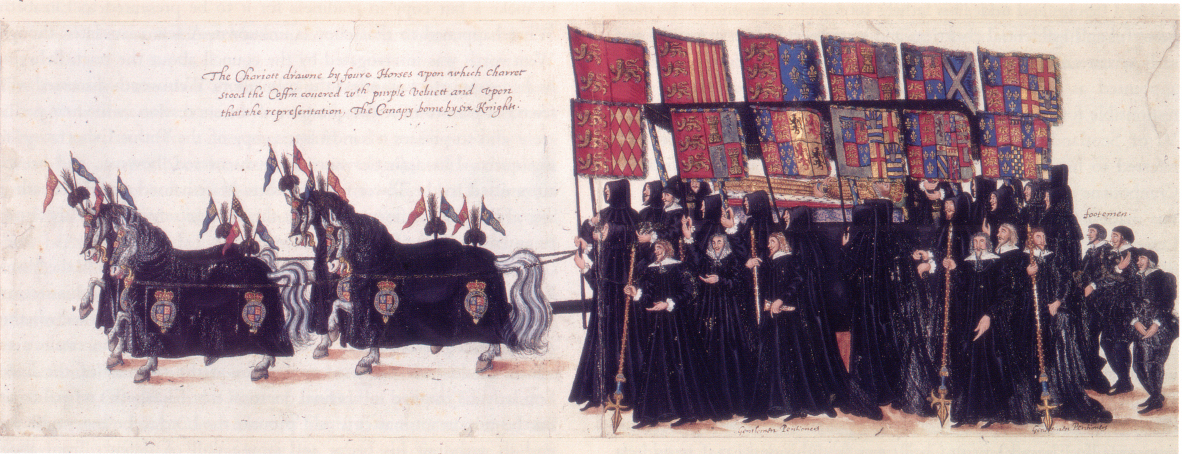
Procession funèbre d'Élisabeth Ire avec les bannières de ses ancêtres.

Le cercueil d'Élisabeth Ire fut transporté sur la Tamise jusqu'à Whitehall dans une barge illuminée par des torches. Lors de ses funérailles, un corbillard tiré par quatre chevaux portant des couvertures de velours noir amena la dépouille dans l'abbaye de Westminster. Selon le chroniqueur John Stow « Westminster était encombrée de toutes sortes de personnes dans les rues, les maisons, aux fenêtres et dans les caniveaux venus voir les obsèques et lorsqu'ils virent sa statue sur son cercueil, il y eut des soupirs, des gémissements et des pleurs généralisés comme on n'en avait jamais vu de mémoire d'homme ».
Élisabeth Ire fut inhumée dans l'abbaye de Westminster dans une tombe commune à celle de sa demi-sœur Marie Ire. L'inscription latine sur la sépulture Regno consortes & urna, hic obdormimus Elizabetha et Maria sorores, in spe resurrectionis signifie « Consorts sur le trône et dans la tombe, ici nous dormons, Élisabeth et Marie, sœurs, dans l'espoir de la résurrection ».

## Héritage
Élisabeth Ire fut pleurée par beaucoup de ses sujets, mais d'autres furent soulagés par sa mort. Le roi Jacques Ier était porteur de beaucoup d'espoirs, mais sa popularité diminua, et les années 1620 virent l'apparition d'une nostalgie du règne d'Élisabeth Ire présentée comme une héroïne de la cause protestante durant un âge d'or, à l'opposé de son successeur considéré comme un sympathisant catholique à la tête d'une cour corrompue. L'image triomphaliste qu'Élisabeth Ire avait cultivée à la fin de son règne sur fond de luttes factieuses et de difficultés militaires économiques fut prise pour argent comptant et sa réputation s'accrut. Son règne fut idéalisé comme une période où la Couronne, le Parlement et l'Église travaillaient de concert.

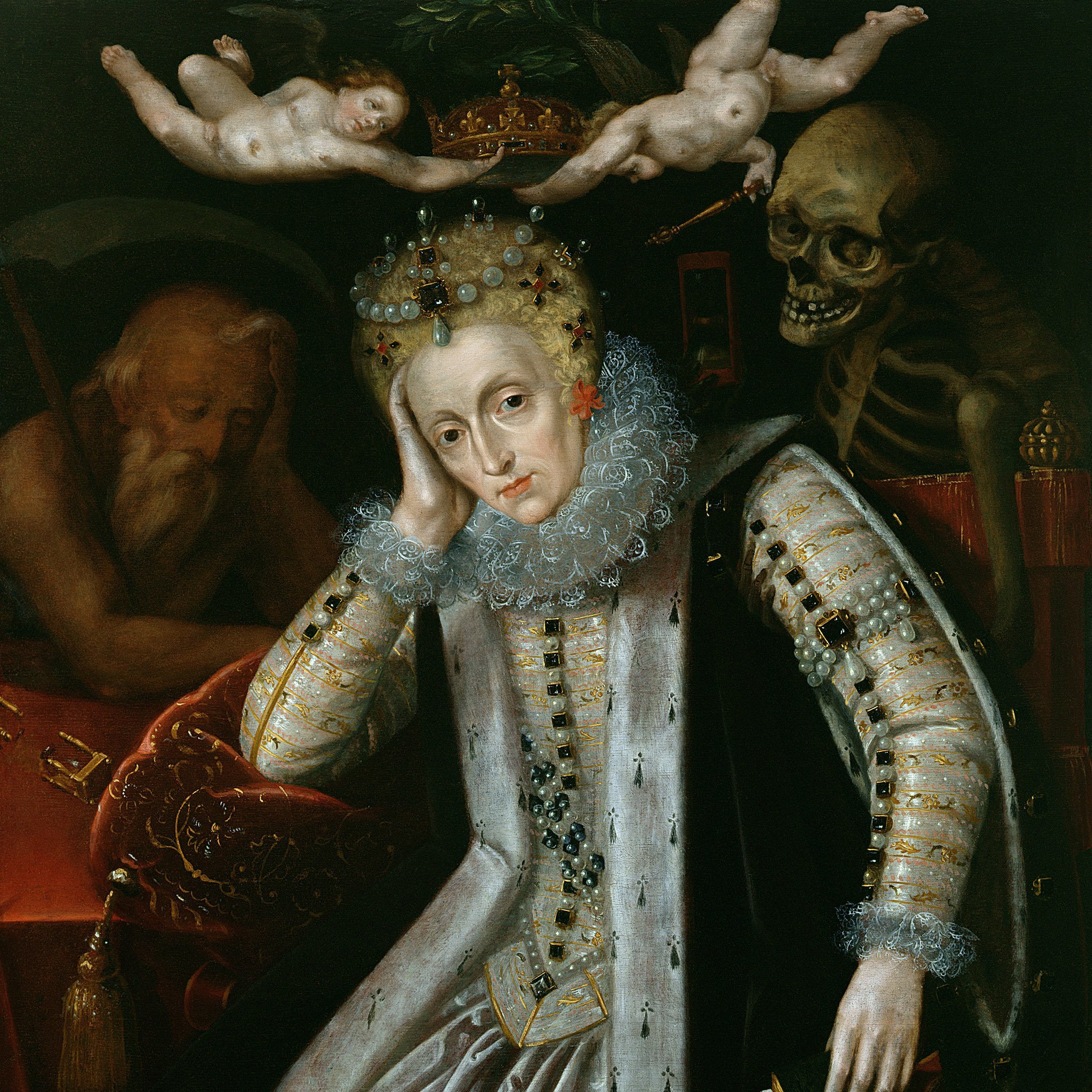
Portrait d'Élisabeth Ire réalisé après 1620 durant le premier regain d'intérêt pour son règne. Le Temps dort sur sa droite et la Mort regarde par-dessus son épaule gauche ; deux chérubins tiennent une couronne au-dessus de sa tête.

Cette image fabriquée par ses admirateurs protestants au début du XVIIe siècle a été durable et influente. Sa mémoire fut rappelée durant les guerres napoléoniennes lorsque la Grande-Bretagne menaçait d'être envahie. Durant l'époque victorienne, la légende élisabéthaine fut adaptée à l'idéologie impériale de la période,, et dans la première moitié du XXe siècle, Élisabeth Ire était un symbole romantique de la résistance nationale face à la menace étrangère. Les historiens de la période, comme John Ernest Neale (1934) et Alfred Leslie Rowse (1950), interprétèrent le règne d'Élisabeth Ire comme un âge d'or et idéalisèrent la personnalité de la reine : tous ses actes étaient justes et ses caractéristiques les moins appréciables étaient ignorées ou expliquées par la pression qu'exerçait sur elle le pouvoir.
Les historiens récents ont cependant adopté une approche plus nuancée de la souveraine. Son règne est célèbre pour la défaite de l'Armada et pour les raids réussis contre les Espagnols comme ceux de Cadix en 1587 et 1596, mais certains historiens rappellent les échecs militaires sur terre et sur mer. En Irlande, les forces royales furent finalement victorieuses, mais leurs tactiques salirent la réputation de la reine. Plutôt que la championne courageuse des nations protestantes contre l'Espagne et les Habsbourg, elle est plus souvent considérée comme prudente dans ses relations diplomatiques. Elle offrit très peu de soutiens aux protestants étrangers et délaissa fréquemment ses commandants outre-mer.
Élisabeth Ire établit une Église d'Angleterre qui aida à forger une identité nationale et existe encore aujourd'hui,,. Ceux qui la présentèrent par la suite comme une héroïne protestante oublièrent son refus d'abandonner toutes les pratiques d'origine catholique au sein de l'Église d'Angleterre. Les historiens notent qu'en son temps les protestants considéraient le Règlement élisabéthain comme un compromis,.
Même si Élisabeth Ire mena une politique étrangère largement défensive, le statut de l'Angleterre s'affirma durant son règne. Le pape Sixte V écrivit : « Elle n'est qu'une femme, maîtresse de seulement la moitié d'une île et elle est pourtant crainte par l'Espagne, la France, par le Saint-Empire, par tous ». Élisabeth Ire fut la première Tudor à reconnaître qu'un monarque gouverne par l'approbation du peuple. Par conséquent, elle travailla toujours avec le Parlement et des conseillers dont elle savait qu'ils lui diraient la vérité, une forme de gouvernance que ses successeurs Stuart ne parvinrent pas à suivre. Certains historiens ont considéré qu'elle avait eu de la chance. Se félicitant de n'être qu'une « simple anglaise », Élisabeth Ire croyait que Dieu la protégeait et que le succès de son règne reposait sur l'amour de ses sujets. Dans l'une de ses prières, elle remercia Dieu que :

« [Dans une période] où les guerres et les révoltes avec de cruelles persécutions ont affecté presque tous les rois et pays autour de moi, mon règne a été paisible et mon royaume un réceptacle pour cette Église affligée. L'amour de mon peuple a été ferme et les désirs de mes ennemis contrariés. »

## Représentations dans les arts

### Littérature et opéra
Élisabeth Ire a été représentée dans de nombreuses œuvres de fictions dont :
- le poème La Reine des fées (1590) d'Edmund Spenser ;
- l'opéra The Fairy Queen (1692) d'Henry Purcell adapté du Songe d'une nuit d'été de William Shakespeare ;
- le conte L'Enchanteur Faustus (avant 1710) d'Antoine Hamilton ;
- la pièce de théâtre Marie Stuart (1800) de Friedrich von Schiller ;
- l'opéra Elisabetta, regina d'Inghilterra (1815) de Gioachino Rossini ;
- le roman Kenilworth (1821) de Walter Scott sur la mort d'Amy Robsart ;
- l'opéra Elisabetta al castello di Kenilworth (1829) de Gaetano Donizetti ;
- le diptyque en bande dessinée La Vierge et la putain (2015), de Nicolas Juncker, mettant en scène les destins croisés des deux reines Marie Stuart et Élisabeth Tudor ;
- l'opéra Maria Stuarda (1835) de Gaetano Donizetti mettant en scène la confrontation entre Élizabeth Ire et Marie Stuart ;
- l’opéra Roberto Devereux (1837) de Gaetano Donizetti mettant en scène ses amours avec Robert Devereux ;
- l'opéra Gloriana (1953) de Benjamin Britten mettant également en scène ses amours avec Robert Devereux ;
- le roman graphique La Ligue des gentlemen extraordinaires, scénarisé par Alan Moore et dessiné par Kevin O’Neill, met en scène la reine sous les traits de la reine des Fées Glorianna.

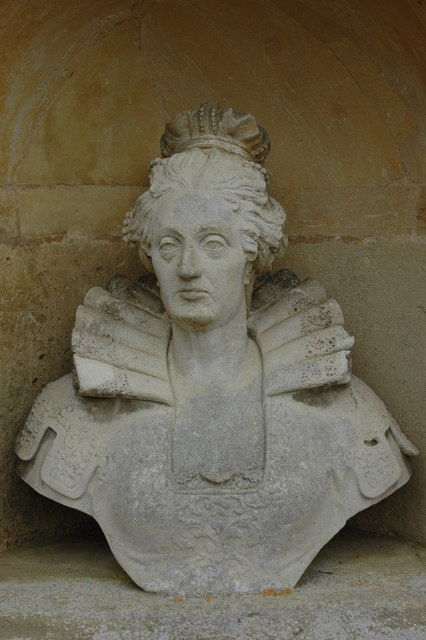
Buste d'Élisabeth Ire à la Stowe House.

### Filmographie
La Reine Vierge a été le sujet d'une immense production cinématographique et télévisuelle dans plusieurs pays et à travers divers styles historiques, d'aventure, de romantisme, de guerres, etc. Le personnage d'Élisabeth Ire été interprété à l'écran par les actrices suivantes :
- 1908 : Véra Sergine dans Marie Stuart ;
- 1912 : Sarah Bernhardt dans le film La Reine Élisabeth ;
- 1913 :
  - Violet Hopson dans le film Drake's Love Story ;
  - Miriam Nesbitt dans Mary Stuart ;
- 1914 : Aimee Martinek dans The Life of Shakespeare ;
- 1915 : Eugenie Besserer dans The Bridge of Time ;
- 1922 :
  - Hanna Ralph dans Der Favorit der Königin ;
  - Agnes Straub dans Le Comte d'Essex ;
- 1923 :
  - Diana Manners dans le film The Virgin Queen ;
  - Ellen Compton dans The Loves of Mary, Queen of Scots ;
- 1924 :
  - Gladys Ffolliott dans le film Old Bill Through the Ages ;
  - Claire Eames dans Dorothy Vernon ;
- 1926 : Gladys Jennings dans Kenilworth Castle : The Story of Amy Robsart ;
- 1928 :
  - Dorothy Dwan dans le film The Virgin Queen ;
  - Lisa Rydén-Prytz dans Erik XIV ;
- 1935 :
  - Athene Seyler dans le film Drake of England ;
  - Athene Seyler dans Royal Cavalcade ;
- 1936 :
  - Florence Eldridge dans le film Marie Stuart ;
  - Mimi Forrester dans le court métrage Tudor Rose ;
- 1937 :
  - Yvette Pienne dans le film Les Perles de la couronne ;
  - Gwendolyn Jones dans Le Prince et le Pauvre ;
  - Flora Robson dans les films L'Invincible Armada ;
- 1938 : Nancy Price dans le téléfilm Will Shakespeare ;
- 1939 :
  - Helen Haye dans The Dark Lady of the Sonnets ;
  - Bette Davis dans les films La Vie privée d'Élisabeth d'Angleterre ;
- 1940 :
  - Flora Robson dans L'Aigle des mers ;
  - Maria Koppenhöfer dans Marie Stuart ;
- 1944 :
  - Olga Lindo dans le film Time Flies ;
  - Mikhail Romm dans Ivan le Terrible ;
- 1948 : Dorothy Black dans The Dark Lady of the Sonnets ;
- 1950 : Jean Kent dans la série Sir Francis Drake, le corsaire de la reine ;
- 1951 : Mildred Natwick dans Mary of Scotland ;
- 1953 :
  - Jean Simmons dans le film La Reine vierge ;
  - Mary Morris dans The Young Elizabeth ;
  - Sarah Churchill dans A Queen Is Born ;
  - Grizelda Harvey dans The Kentish Robin ;
  - Janet Butler dans An Evening's Diversion Proffered On The Anniversary Of The Session Of Her Majesty Queen Elizabeth I ;
  - Mary Clare dans Will Shakespeare ;
- 1954 :
  - Mildred Natwick dans The Execution of Mary, Queen of Scots ;
  - Mildred Dunnock dans The First Performance of Romeo and Juliet ;
- 1955 :
  - Bette Davis dans Le Seigneur de l'aventure ;
  - Beatrix Lehmann dans The Dark Lady of the Sonnets ;
- 1956 :
  - Lia de Aguiar dans Elizabeth da Inglaterra ;
  - Jorja Curtwright dans Condemned to Glory ;
  - Elisabeth Flickenschildt dans Maria Stuart ;
- 1957 :
  - Agnes Moorehead dans le film L'Histoire de l'humanité ;
  - Maxine Audley dans la série Kenilworth ;
  - Käthe Dorsch dans Maria Stuart ;
  - Jean Anderson dans The Kentish Robin ;
- 1958 :
  - Sarah Ferrati dans Maria Stuarda ;
  - Peggy Thorpe-Bates dans Queen's Champion. Loyalty and treason on the eve of the Armada ;
  - Catherine Lacey dans In the Shadow of the Axe ;
  - Gwen Watford dans Till Time Shall End ;
- 1959 :
  - Wanda Kosmo dans Elizabeth da Inglaterra ;
  - Liselotte Schreiner dans Maria Stuart ;
  - Ursula Burg dans Maria Stuart ;
  - Éléonore Hirt dans Marie Stuart ;
- 1960 :
  - Eva Le Gallienne dans Mary Stuart ;
  - Portland Mason dans The Prince and the Pauper ;
  - Annie Ducaux dans Élizabeth, la femme sans hommes ;
- 1961 :
  - Elisabeth Flickenschildt dans Elisabeth von England ;
  - Jean Kent dans Sir Francis Drake, le corsaire de la reine ;
- 1962 :
  - Irene Worth dans le film Le Corsaire de la reine ;
  - Judith Evelyn dans Elizabeth the Queen ;
  - Marcelle Ranson dans Le Meurtre de Henry Darnley ou La Double Passion ;
- 1963 :; Elfriede Kuzmany dans Maria Stuart (1963) ;
- 1964 :
  - Vika Podgorska dans Elizabeta Engleska ;
  - Valerie Gearon dans The Young Elizabeth ;
- 1965 : Vivienne Bennett dans Doctor Who, épisode The Chase ;
- 1966 :
  - Catherine Lacey dans le film Le Prince Donegal ;
  - Nancy Marchand dans The Dark Lady of the Sonnets ;
  - Emma Popova dans The Dark Lady of the Sonnets ;
- 1967 :
  - Gemma Jones dans la série Kenilworth ;
  - Susan Engel dans The Queen’s Traitor. An Elizabethan Thriller ;
  - Mary Kerridge dans The Queen of Scots ;
  - Luise Bork dans Maria Stuart ;
- 1968 :
  - Judith Anderson dans le téléfilm Elizabeth the Queen ;
  - Lilla Brignone dans Maria Stuart (1968) Lilla Brignone dans Elisabetta d'Inghliterra ;
  - Gemma Jones dans Kenilworth ;
  - Judith Anderson dans Elizabeth the Queen ;
- 1969 :
  - Pamela Brown dans Mary Queen of Scots ;
  - Eléonore Hirt dans Marie Stuart ;
- 1970 :
  - Lilla Brignone dans Elisabetta d’Inghliterra ;
  - Frances Cuka dans Elizabeth : The Queen Who Shaped an Age ;
- 1971 : Glenda Jackson dans la série Elizabeth R (1971) et Marie Stuart, Reine d'Écosse ;
- 1972 :
  - Suzana Gonçalves dans O Principe e o Mendigo ;
  - Graham Chapman dans The Money Program : Erizabeth L ;
- 1975 :
  - Hattie Jacques dans Orgy and Bess ;
  - Beverly Sills dans Roberto Devereux ;
- 1976 : Angelina Stepanova dans Mariya Styuart ;
- 1977 : Montserrat Caballé dans Roberto Devereux ;
- 1978 :
  - Jenny Runacre dans Jubilee ;
  - Patience Collier dans Will Shakespeare ;
  - Christine Rose dans Ghostwriter ;
- 1979 : Malka Ribowska dans Marie Stuart ;
- 1980 :
  - Kim Novak dans Le Miroir se brisa ;
  - Gisela Leipert dans Maria Stuart ;
  - Charlotte Cornwell dans L'Amiral Drake ;
- 1981 :
  - Frances Hyland dans Titans : Elizabeth I ;
  - Catherine Rethi dans La Dernière Nuit de Marie Stuart ;
- 1984 : Sarah Walker dans le film Gloriana ;
- 1986 : Miranda Richardson dans la série télévisé La Vipère noire ;
- 1998 : Cate Blanchett dans le film Elizabeth (1998) et sa suite Elizabeth : L'Âge d'or ;
- 1998 : Judi Dench dans le film Shakespeare in Love ;
- 2000 :
  - Josephine Barstow dans le téléfilm Gloriana ;
  - Imogen Slaughter dans le téléfilm Elizabeth ;
- 2004 :
  - Catherine McCormack dans le téléfilm Gunpowder, Treason & Plot ;
  - Diane D'Aquila dans le téléfilm Elizabeth Rex ;
- 2005 :
  - Anne-Marie Duff dans la série The Virgin Queen ;
  - Lily Cole dans la mini série Elizabeth I ;
  - Helen Miren dans la série Elisabeth I ;
- 2007 :
  - Kate Duggan et Claire MacCauley dans Les Tudors ;
  - Cate Blanchett dans Elizabeth : L'Âge d'or ;
- 2008 : Angela Pleasence dans la série Doctor Who, épisode Peines d'amour gagnées ;
- 2009 : Véronique Augereau dans Manucure pour 4 femmes ;
- 2011 :
  - Vanessa Redgrave et Joely Richardson dans le film Anonymous ;
  - Julie Porter dans le court métrage The Pirate Queen ;
  - Paola Dionisotti dans le téléfilm The King James Bible: The Book That Changed the World ;
- 2013 :
  - Libby Lawes dans le film The Red Lodge, Bristol's Hidden Gem ;
  - Joanna Page dans la série Doctor Who, épisode Le Jour du Docteur ;
  - Rachel Skarsten dans la série Reign : Le Destin d'une reine ;
- 2016 :
  - Isla Bliss dans la mini-série Six Wives with Lucy Worsley ;
  - Annika Träger dans Maria Stuart ;
- 2017 : Julie Neubert dans Les Agents d’Elizabeth, minisérie de Chris Durlacher et Julian Jones ;
- 2018 :
  - Margot Robbie dans le film Marie Stuart, reine d'Écosse ;
  - Isabelle Desplantes dans La Guerre des trônes ;
- 2022 : Alicia von Rittberg dans Becoming Elizabeth.

### Documentaire et reportage
- 2015 : Secrets d'histoire épisode Élisabeth Ire, la reine vierge[192].
- 2023 : Elisabeth d'Angleterre et Marie d'Ecosse : La guerre des deux reines réalisé par Andrea Oster.

### Jeux vidéo
Elle a été représentée dans des productions vidéoludiques dont :
- Age of Empires III (Microsoft Games), 2005.
- Civilization IV, Civilization V et Civilization VI (dans un DLC) (Firaxis Games), respectivement en 2005, 2010 et 2023.

### Site
- (en) « British History Academy », 2017 (consulté le 18 octobre 2018)